# Consultes sobre la independència de Catalunya

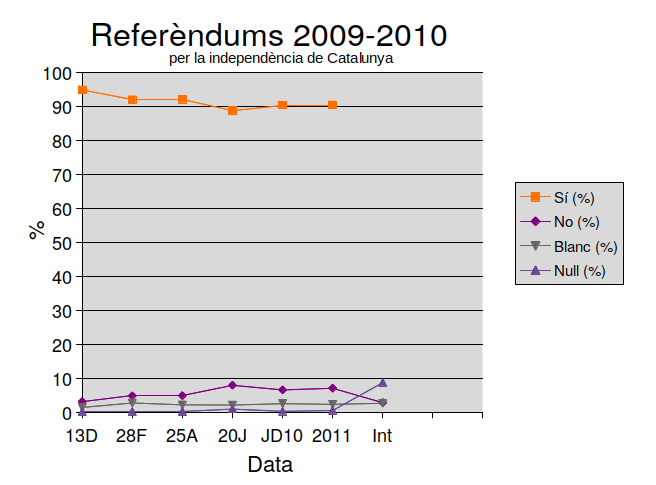
Resultats de les consultes

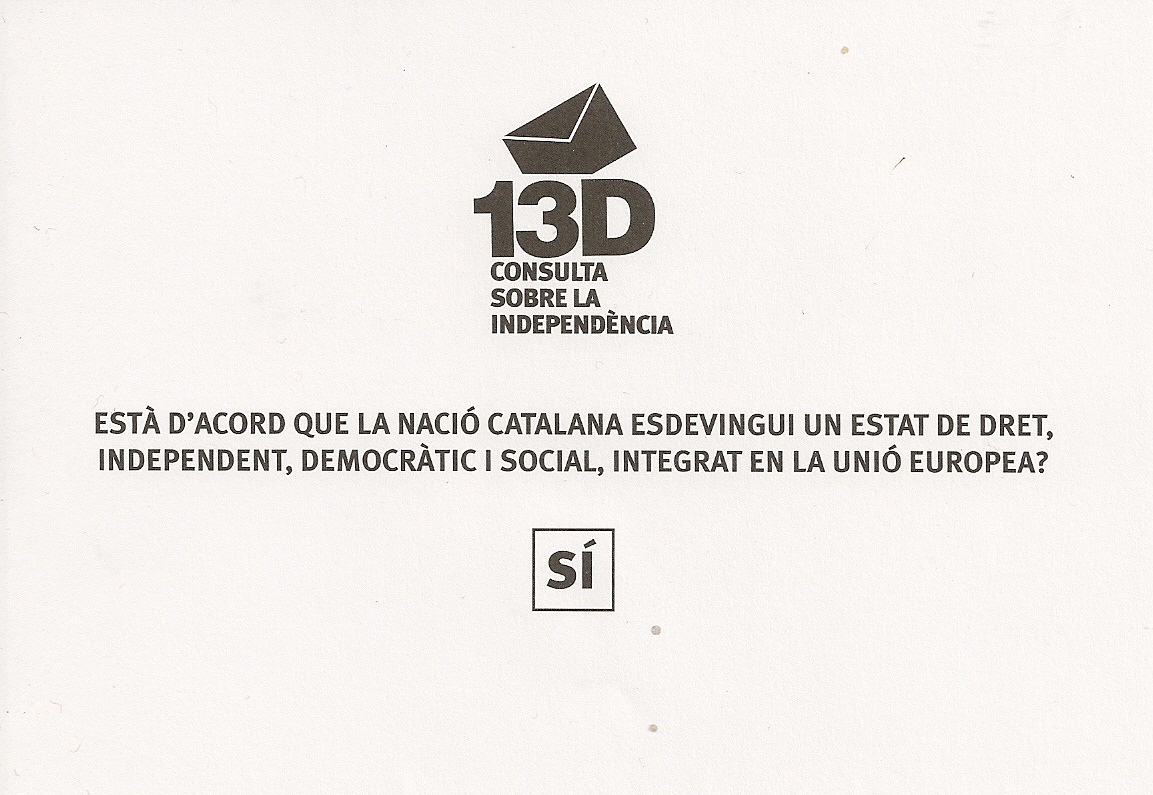
Consulta sobre la independència del 13D. Butlleta del Sí

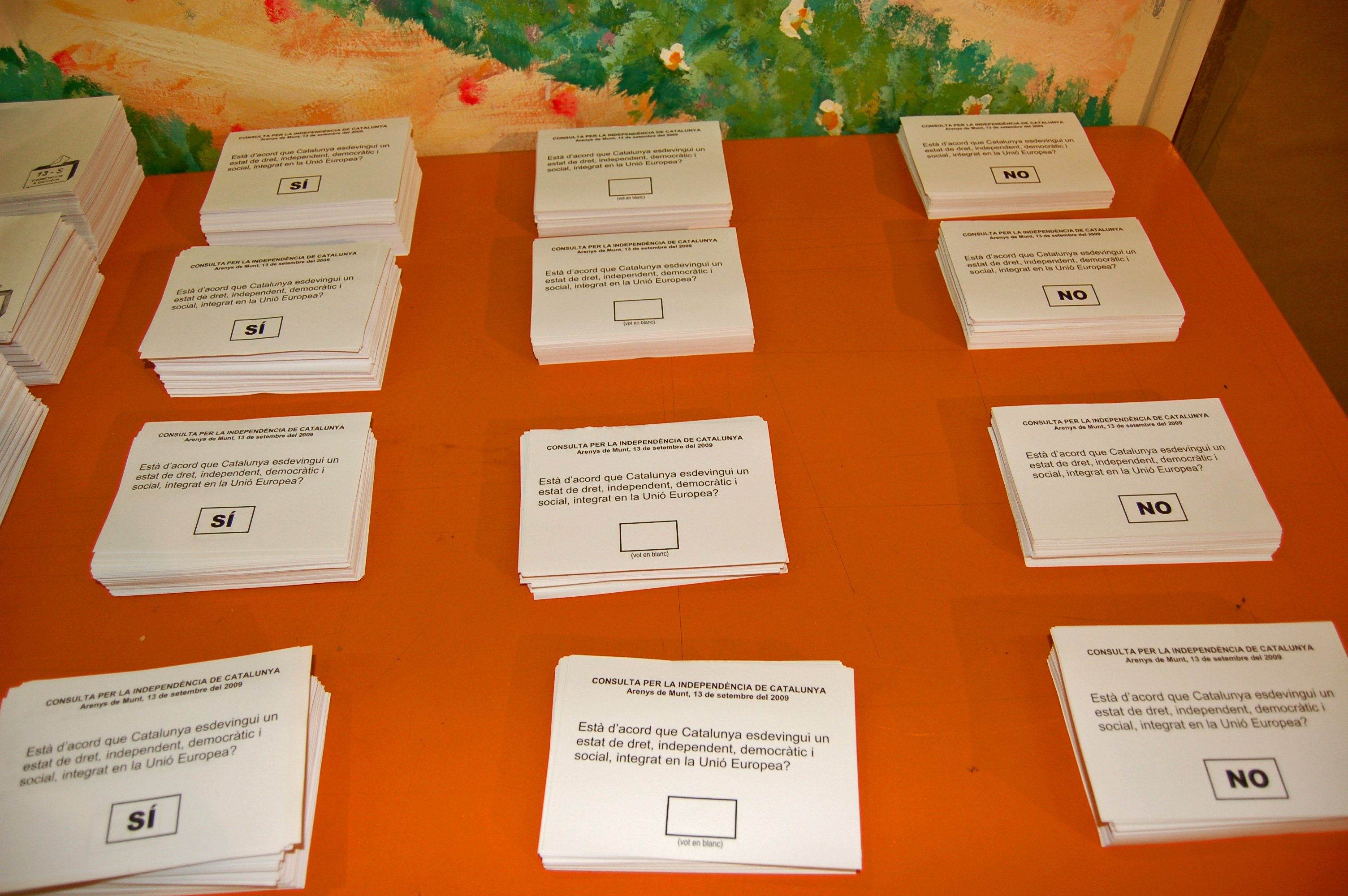
Taula amb les diferents butlletes per votar a la consulta d'Arenys de Munt

Les consultes sobre la independència de Catalunya són un conjunt de consultes d'àmbit municipal no vinculants sobre la independència de Catalunya celebrades des del 2009, de les quals la consulta d'Arenys de Munt va ser la primera i la de Barcelona, el 2011, la darrera. Més de 60.000 voluntaris, organitzats en comissions locals, i coordinats per una coordinadora nacional, van col·laborar per organitzar les consultes en diferents onades.

## Consulta del 13-S: Arenys de Munt

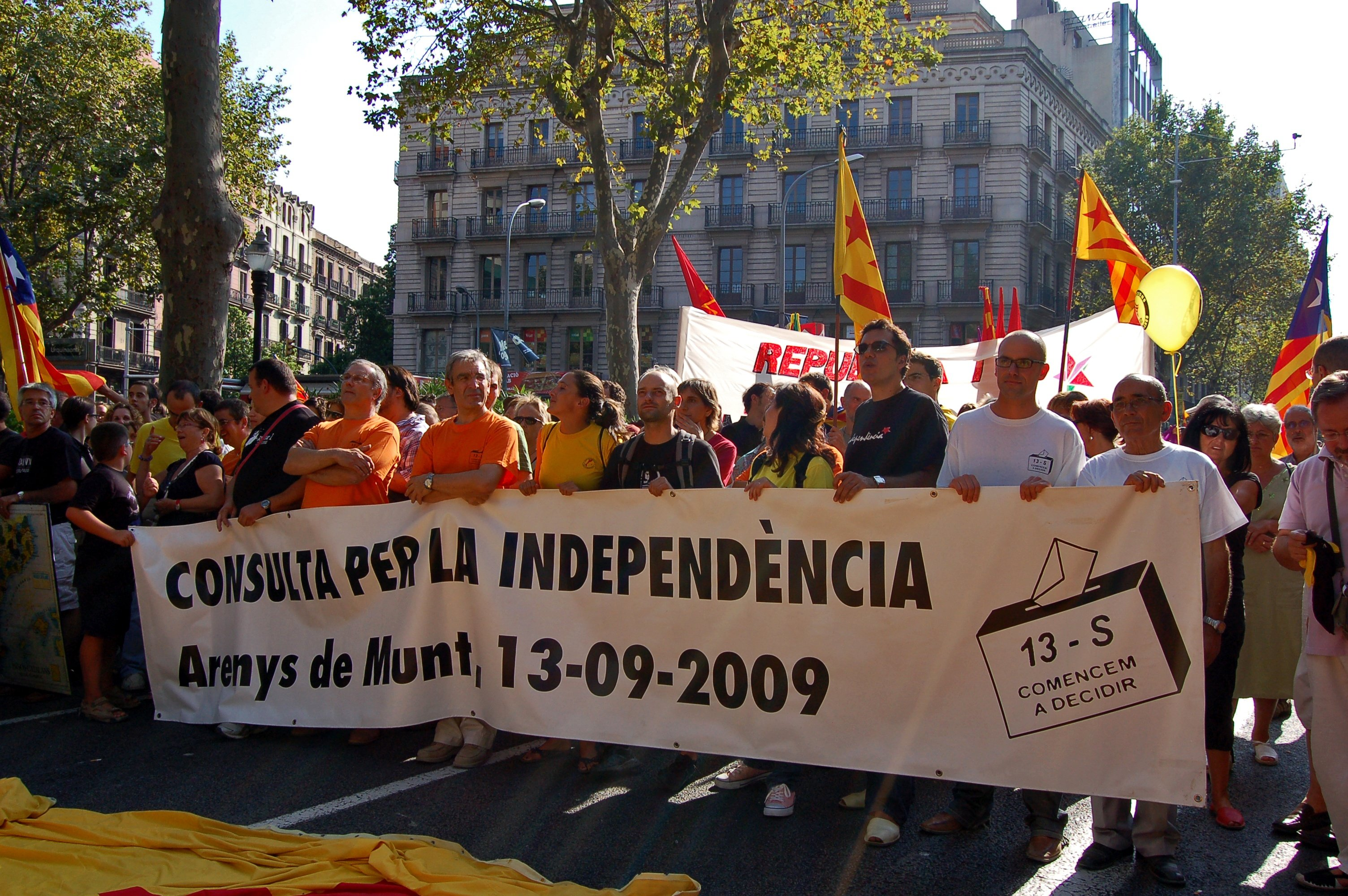
Pancarta de la consulta d'Arenys de Munt durant la diada de l'11 de setembre de 2009

Tot va començar el dia 4 de juny de 2009, quan el consistori d'Arenys de Munt va donar suport a una moció presentada per la CUP que defensava l'organització d'una consulta sobre la independència de Catalunya. L'ajuntament havia de cedir espais per poder fer la consulta i facilitar-ne l'organització, però una sentència judicial va anul·lar l'acord del plenari, de manera que el consistori ja no podia donar suport a la comissió organitzadora. Els organitzadors van llogar el Centre Moral del poble per poder fer-hi la consulta. Malgrat tot, i tot i acatar la sentència judicial, l'ajuntament sempre va donar suport a la iniciativa, especialment l'alcalde, Carles Móra. La consulta d'Arenys de Munt va ser la detonant del seguit de consultes sobre la independència d'arreu de Catalunya i va ser la primera consulta municipal de la història sobre la independència de Catalunya que es va celebrar als Països Catalans.

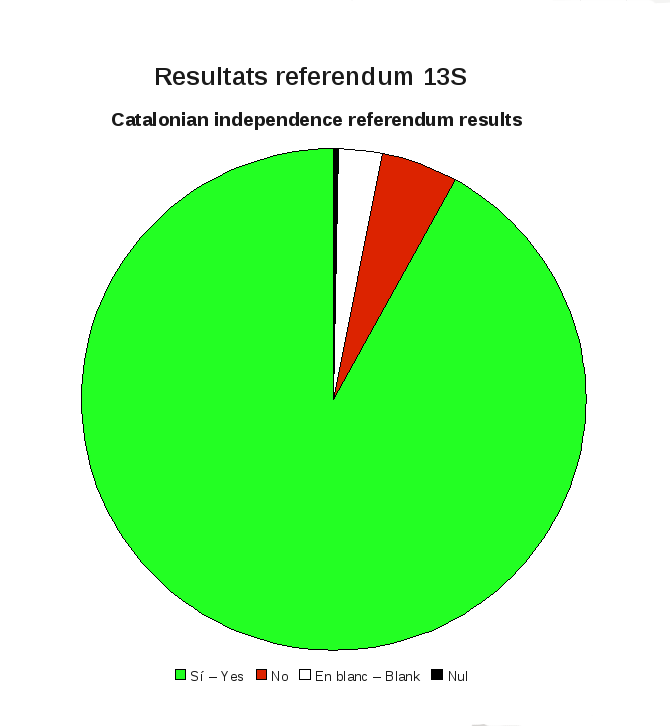
Resultats de la consulta popular del 13S a Arenys de Munt

### La consulta del 13-S
En aquesta primera consulta del 13 de setembre de 2009 es va formular, exclusivament als veïns d'aquesta vila, la pregunta següent: «Està d'acord que Catalunya esdevingui un Estat de dret, independent, democràtic i social, integrat a la Unió Europea?». Malgrat el caràcter extraoficial de la consulta, la participació va ser significativa, ja que es va situar en el 41%, superant la participació en les eleccions europees i el referèndum de la Constitució Euopea a Espanya, i una mica per sota dels resultats de participació en el referèndum de l'estatut de 2006, però en nombre de vots més alta que no la que va obtenir l'estatut en el referèndum del 2006. El «sí» va guanyar amb un 96,2% dels vots vàlids, i el «no» en va obtenir un 2,3%.
| Arenys de Munt, 13-9-2009 | Resultat: Sí                                    |
| \| Població: 8.023 \| A favor: AM2000 (4), ERC (3), CiU (3) i CUP (1) \| \| Data de la decisió: 4 de juny del 2009 \| En contra: ningú \| \| Data de la consulta: 13 de setembre del 2009 \| Abstenció: PSC (2) \| \| Resultats: \| \| \| Participació: 41% \| A favor: 96,2% \| \| Vots vàlids: 2.659 \| En contra: 2,3% \| \| Electors: 6.517 \| Blanc: 1,1% \| |                                                 |
| Població: 8.023 | A favor: AM2000 (4), ERC (3), CiU (3) i CUP (1) |
| Data de la decisió: 4 de juny del 2009 | En contra: ningú                                |
| Data de la consulta: 13 de setembre del 2009 | Abstenció: PSC (2)                              |
| Resultats: |                                                 |
| Participació: 41% | A favor: 96,2%                                  |
| Vots vàlids: 2.659 | En contra: 2,3%                                 |
| Electors: 6.517 | Blanc: 1,1%                                     |

| Població: 8.023                              | A favor: AM2000 (4), ERC (3), CiU (3) i CUP (1) |
| Data de la decisió: 4 de juny del 2009       | En contra: ningú                                |
| Data de la consulta: 13 de setembre del 2009 | Abstenció: PSC (2)                              |
| Resultats:                                   |                                                 |
| Participació: 41%                            | A favor: 96,2%                                  |
| Vots vàlids: 2.659                           | En contra: 2,3%                                 |
| Electors: 6.517                              | Blanc: 1,1%                                     |

### Reaccions posteriors a la consulta d'Arenys de Munt
La consulta d'Arenys de Munt va ser un precedent històric i molts partits polítics, organitzacions i plataformes hi van mostrar el seu acord.
- Partits com ERC, la CUP i alguns polítics destacats de CDC i ICV van donar ple suport a la consulta.
- D'altra banda, formacions com el PP, Ciutadans, UDC i un gran sector del PSC van mostrar-s'hi clarament en desacord.
- Alguns membres del PSC i d'Unió Democràtica de Catalunya van treure importància a la consulta.

La mateixa nit de la consulta, ja hi havia ajuntaments d'arreu de Catalunya que estaven interessats a seguir la iniciativa d'Arenys de Munt, com ara Argentona o Seròs.
En general, la iniciativa va ser molt criticada des de l'Estat espanyol, tant pel PSOE com pel PP, i arran de la votació es va obrir un conflicte entre els dos partits, ja que els populars acusaven els socialistes d'haver permès una consulta il·legal.
Internacionalment el ressò també va ser força important: tres-cents periodistes es van acreditar per seguir la jornada, i diverses televisions van ser a Arenys de Munt per seguir de prop l'esdeveniment.
El 25 de novembre, al Ple del Parlament Europeu, l'eurodiputada nacionalista gal·lesa Jill Evans, del grup dels Verds, va demanar als líders de la UE que tinguin en compte, en la seva pròxima cimera, les consultes sobre la independència que se celebraran a Catalunya el pròxim 13 de desembre en 160 municipis.

### Consultes posteriors a la d'Arenys de Munt
Durant la mateixa nit de la consulta d'Arenys de Munt, molts municipis de Catalunya van mostrar-se a favor de fer consultes com la que havia organitzat aquest poble del Maresme. Els dies següents, diversos consistoris van començar a aprovar mocions de suport per fer consultes sobre la independència promogudes per entitats de veïns dels pobles. Moltes organitzacions independentistes van donar suport a les consultes, fins que va aparèixer la Coordinadora per la Consulta sobre la Independència, que s'encarregaria d'organitzar-les en conjunt. D'aquesta manera es van començar a perfilar unes consultes en tot l'àmbit català que se celebrarien en diferents fases.

## Impulsors i organitzadors
Diferents organitzacions van impulsar la convocatòria de consultes populars per la independència arreu de Catalunya. Entre aquestes hi havia associacions locals, però també d'abast nacional, com ara:
- Centre Cultural Solidaritat Internacional
- Federació d'Entitats de la Mediterrània-Mare Nostrum
- Plataforma pel Dret de Decidir
- Plataforma Sobirania i Progrés
- Catalunya Estat Lliure
- Deu Mil per l'Autodeterminació
- Decidim!
- Sobirania i Justícia

Molts membres d'aquestes associacions participaven en la Coordinadora per la Consulta sobre la Independència, que s'encarregava d'organitzar les consultes a tot Catalunya, i també assessoraven les entitats municipals per aconsellar-los la millor manera de fer una consulta al seu poble. La coordinadora estava estructurada amb un plenari format per totes les entitats i comissions locals i una Comissió Tècnica Nacional. Aquesta comissió es va aprovar en el primer plenari de la Coordinadora Nacional per la Consulta sobre la Independència que es va celebrar a Arenys de Munt el 24 d'octubre de 2009. En aquest plenari, també s'aproven els objectius polítics del moviment que són:
- Demostrar al món que la nació catalana està preparada per exercir el dret a l'autodeterminació i la independència.
- Promoure la convocatòria d'un referèndum vinculant sobre la independència.
- Enfortir les xarxes ciutadanes que hauran de donar suport al referèndum vinculant sobre la independència.
- Afavorir la participació popular i la democràcia directa.

Els màxims responsables de la Comissió Tècnica Nacional eren: Josep Manel Ximenis, creador de la consulta i responsable de voluntaris, Uriel Bertran, responsable de campanya, Anna Arqué, responsable de comunicació i internacional, David Vinyals, creador del programa informàtic de control del vot i responsable d'informàtica. L'entitat Sobirania i Progrés, responsable de la logística, va proporcionar els tècnics de logística i de la central de compres, que foren en una primera etapa, Lluís Pérez Lozano, i posteriorment Marta Torrecilla. El portaveu de la Coordinadora en l'onada del 13 de desembre va ser l'alcalde d'Arenys de Munt Carles Mora i en l'onada del 28 de febrer, la coordinadora de Cardona Decideix, Eulàlia Company.
Altres membres de la Coordinadora, com a integrants de les comissions tècniques de treball, foren: Conxita Bosch, Jordi Miró, Joan Vives, Marc Gafarot i Elisenda Paluzie de la Comissió d'Internacional, Elisenda Laborda de la comissió de comunicació, Aleix Andreu, de la comissió de formació de voluntaris. La Junta Electoral va estar formada entre d'altres per Josep Cruanyes, Elisenda Paluzie, Hèctor López Bofill i Jaume Renyer. Dirigents de la Plataforma pel Dret de Decidir com Elisenda Romeu i Carme Forcadell, van formar part de la comissió de campanyes i de la comissió de comunicació en la primera onada de consultes, però van abandonar la Coordinadora en perdre per una àmplia majoria la votació de reprovació dels responsables d'àrea de la coordinadora que van plantejar en el Plenari celebrat a Sant Antoni de Vilamajor, el 19 de desembre de 2009. A Sant Antoni de Vilamajor es va aprovar ratificar la Comissió Tècnica Nacional i incorporar-hi representants de les comissions locals.

## Les diferents onades de consultes

Municipis on ha sortit sí.
Municipis on ha sortit no.

Les consultes sobre la independència de la nació catalana, s'han portat o es duran a terme en diferents etapes:
1. 13 de setembre del 2009: Primera consulta de la història a Arenys de Munt.
2. 12 i 13 de desembre del 2009: Primera onada de consultes a 167 municipis. Aquesta fase es va fer en dos dies:
  - 12 de desembre del 2009: Segona consulta de la història a Sant Jaume de Frontanyà.
  - 13 de desembre del 2009: Consultes a 166 municipis d'arreu de Catalunya.
3. 28 de febrer del 2010: Segona onada de consultes a 80 municipis.
4. 24 i 25 d'abril del 2010: Tercera onada de consultes a 211 municipis. Aquesta fase es farà en dos dies:
  - 24 d'abril del 2010: Consulta a Esparraguera.
  - 25 d'abril del 2010: Consultes a 210 municipis d'arreu de Catalunya, i als Països Baixos, Irlanda, Quebec, Suïssa i Hamburg.[15]
  - 9 de maig del 2010: Consulta a La Sentiu de Sió.
  - 30 de maig del 2010: Consulta a Sabadell.
5. 20 de juny del 2010: Quarta onada de consultes 48 municipis d'arreu de Catalunya.
  - 18 de juliol del 2010: Consultes a Puigcerdà i a Mollet de Peralada.[16][17]
  - 26 d'agost del 2010: Consulta a Bell-lloc d'Urgell.[17]
6. Octubre del 2010: Consultes als Estats Units el dia 9,[18] i a L'Ametlla de Mar, Tarragona, Rubí i Gavà.[16]
7. Fases prèvies a la consulta de Barcelona:
  - 12 de desembre de 2010: Recollida de vot anticipat al barri de La Barceloneta
  - 19 i 20 de febrer de 2011: 24h de recollida de vot anticipat al barri de Gràcia
  - 20 de febrer de 2011: festa dels voluntaris al barri de Sants
  - 12 de març de 2011: Recollida de vot anticipat al barri de Nou Barris
8. 10 d'abril del 2011: Consulta a Barcelona.

## Primera onada, el 13-D

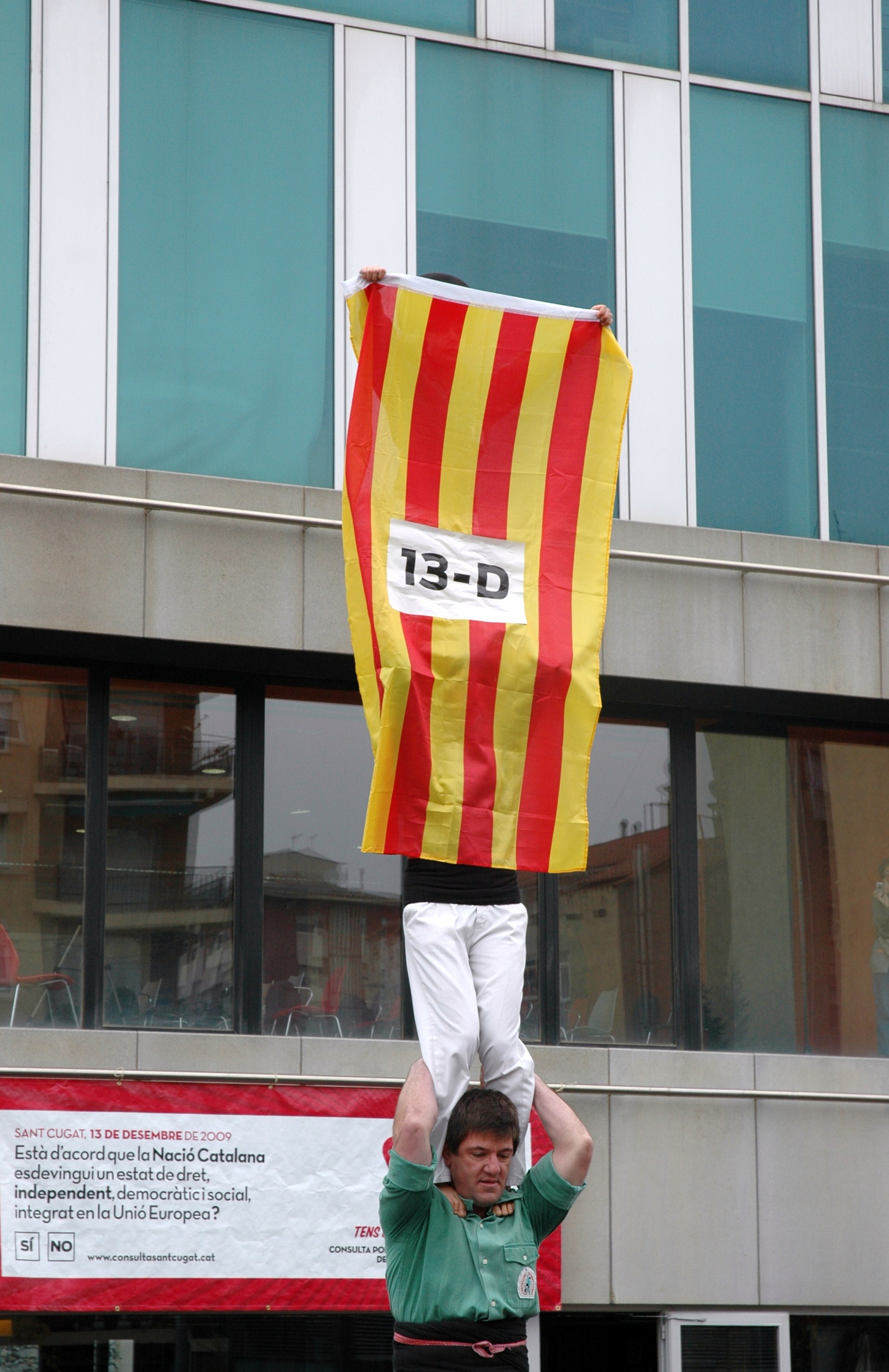
Castell per la independència a Sant Cugat

### Esdeveniments previs
Davant d'aquesta primera onada de consultes, es va plantejar la possibilitat que l'Advocacia General de l'Estat les recorregués una per una per impugnar la decisió dels governs municipals que cedissin espais públics com a col·legis electorals, tal com es va fer a la consulta d'Arenys de Munt. Tal com va informar la Delegació del Govern espanyol a Catalunya el dilluns 7 de desembre, l'Advocacia no va detectar «cap anomalia» en les actes de suport a les noves consultes, malgrat que no havia acabat d'examinar-les totes. Així doncs, el canvi d'actitud d'aquest òrgan legitimava legalment la cessió dels equipaments als organitzadors de les votacions. Fins al dia en què l'Advocacia es va manifestar al respecte, únicament els ajuntaments de Sant Pere de Torelló, Tiana i Sant Jaume de Frontanyà havien expressat públicament la voluntat de cedir dependències municipals per cooperar amb la celebració de les consultes locals, tot i que altres municipis també havien pres acords en aquest sentit.

### Campanya

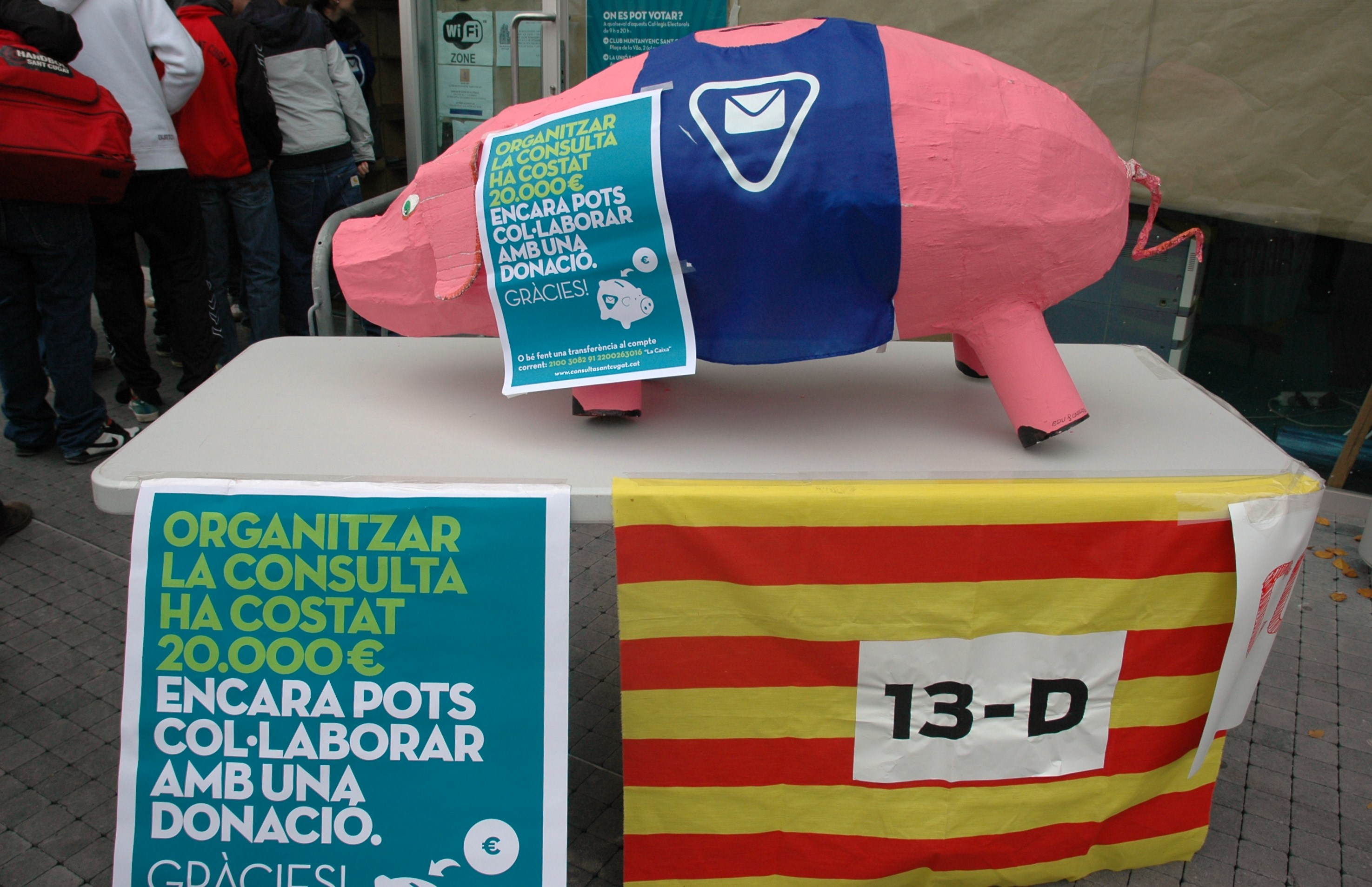
Guardiola per col·laborar amb una donació al cost de la consulta a Sant Cugat

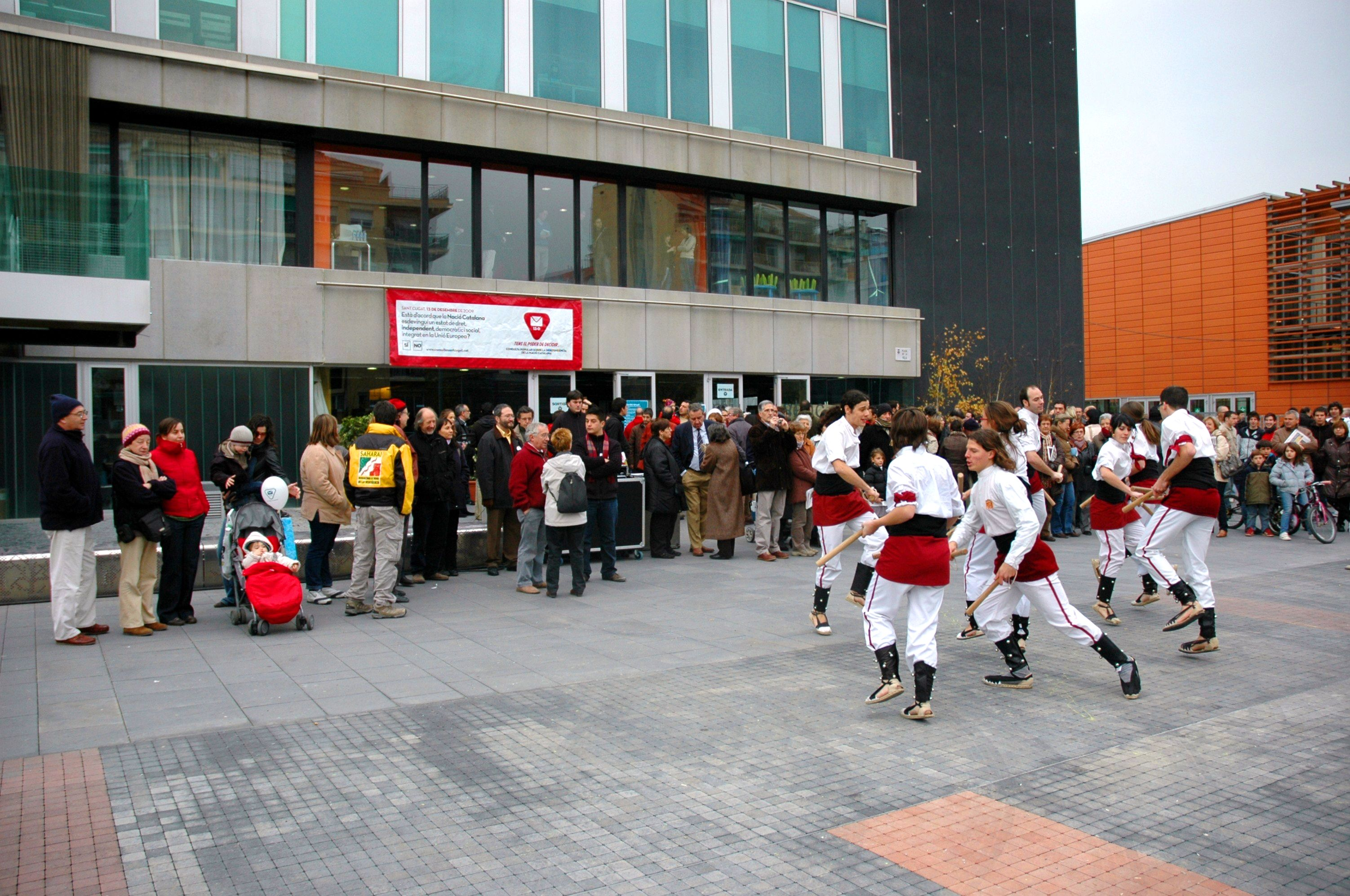
Cues per entrar a votar al Club muntanyenc de Sant Cugat

El dia 27 de novembre hi va haver l'acte de presentació de la campanya de les consultes a Perpinyà. El dia 29 hi va haver l'acte central a l'auditori del Fòrum de Barcelona, al qual van assistir 3.500 persones. Hi van intervenir Miquel Calçada, representants locals i altres personalitats. El dia 11 de desembre es va fer l'acte de cloenda de la campanya a Vic, en el qual va participar el president del Futbol Club Barcelona, Joan Laporta.
Diversos partits polítics van decidir fer campanya pel sí, com Esquerra Republicana de Catalunya (ERC), la Candidatura d'Unitat Popular (CUP) Convergència i Unió (CiU) i Reagrupament.
Altres partits, com Ciutadans - Partit de la Ciutadania, van decidir fer campanya per demanar el vot negatiu. Dins dels actes d'oposició a les consultes, estava prevista una concentració a la plaça Urquinaona de Barcelona el dia 13 de desembre, que la Conselleria d'Interior no va autoritzar per evitar desordres públics, tot i que sí que permetia fer-les el dia abans, vigília de la jornada de celebració de la majoria de consultes. El 7 de desembre Ciutadans va anunciar, a través del seu president, Albert Rivera, que la formació política no participaria en l'acte per «evitar coincidir tant amb els independentistes com amb els "extremistes de dretes"», però va mantenir la seva participació en altres activitats, com ara una botifarrada popular a Molins de Rei.

### Transcurs de la jornada
El 12 de desembre, un dia abans que la resta, Sant Jaume de Frontanyà, un dels municipis de menys població de Catalunya de només 24 electors, inicià la ronda de consultes sobre la independència. Finalment, el 13 de desembre se celebraren un total de 166 consultes municipals en les 29 comarques catalanes diferents que representen exactament 700.024 electors. Tanmateix, hi hagué dotze comarques on en aquesta jornada del 13-D no se celebrà cap consulta en els seus municipis. En aquesta jornada, es necessitaren un total de 15.000 voluntaris repartits en els 252 col·legis electorals i 564 meses.

### Resultats

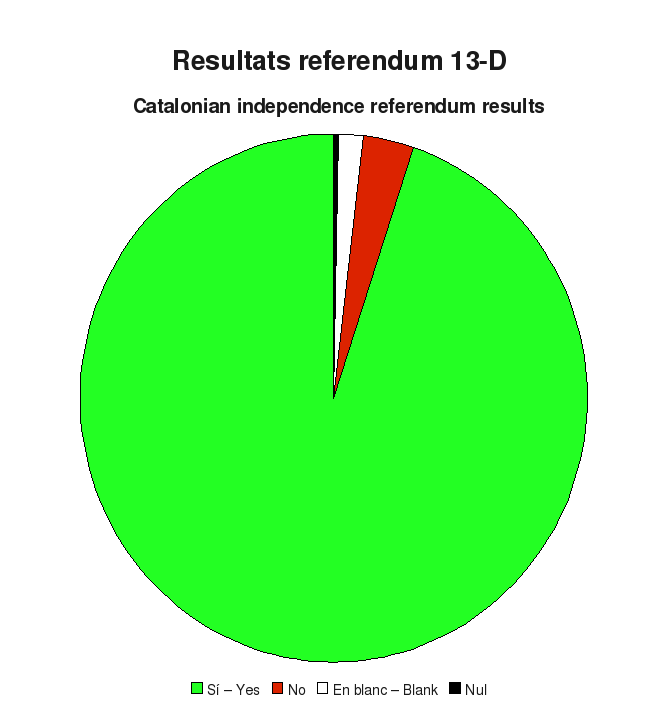
Resultats 13D

### Resultats[34][35]
| Catalunya, primera onada | Resultat: Sí     |
| \| Data de la consulta: 13 de desembre del 2009 \| \| \| Resultats: (en detall) \| \| \| Participació: 27,41% \| A favor: 94,89% \| \| Vots vàlids: 192.460 \| En contra: 3,21% \| \| Electors: 702.072 \| Blanc: 1,54% \| |                  |
| Data de la consulta: 13 de desembre del 2009 |                  |
| Resultats: (en detall) |                  |
| Participació: 27,41% | A favor: 94,89%  |
| Vots vàlids: 192.460 | En contra: 3,21% |
| Electors: 702.072 | Blanc: 1,54%     |

## Segona onada de consultes, 28-F
El diumenge 28 de febrer de 2010 es va donar la segona onada de consultes independentistes, 300.000 catalans de 80 municipis, 25 comarques, estaven cridats a les urnes. La participació en els dos municipis més grans va ser, al Vendrell, va ser del 9,1% i a Molins de Rei del 21,14%.

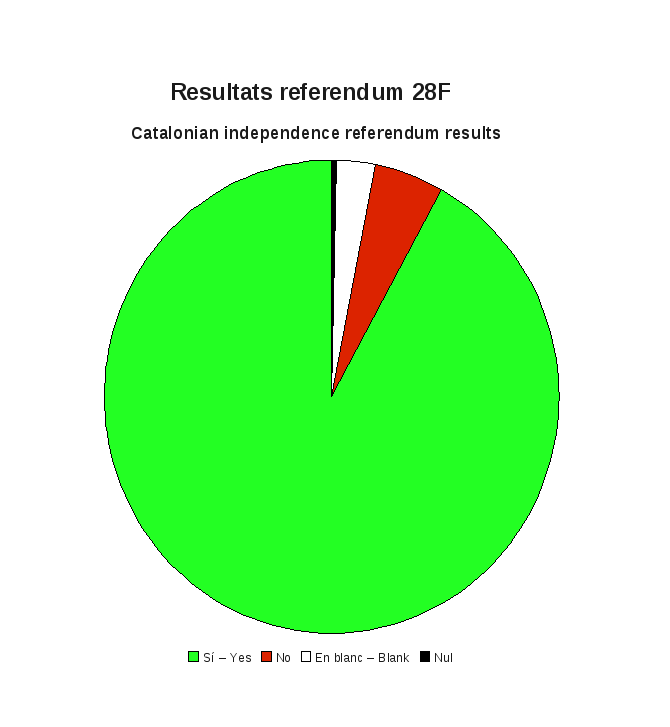
Resultats 28F

### Resultats[37]
| Catalunya, segona onada | Resultat: Sí    |
| \| Data de la consulta: 28 de febrer del 2010 \| \| \| Resultats: (en detall) \| \| \| Participació: 21,1% \| A favor: 92.0% \| \| Vots vàlids: 61.232 \| En contra: 4.9% \| \| Electors: 289.225 \| Blanc: 2.8% \| |                 |
| Data de la consulta: 28 de febrer del 2010 |                 |
| Resultats: (en detall) |                 |
| Participació: 21,1% | A favor: 92.0%  |
| Vots vàlids: 61.232 | En contra: 4.9% |
| Electors: 289.225 | Blanc: 2.8%     |

## Tercera onada de consultes, 25-A

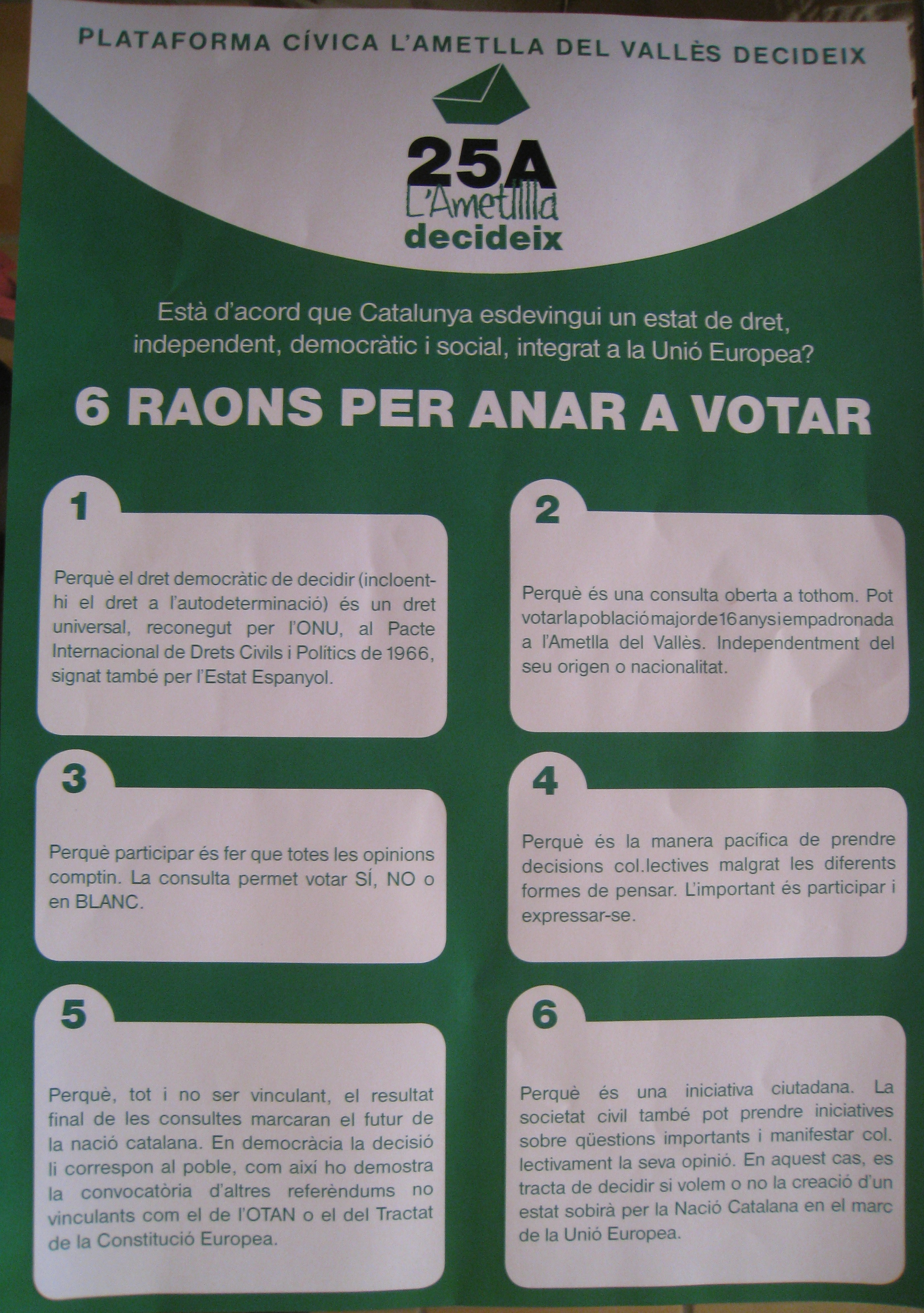
Exemple d'un cartell de foment de la participació a l'Ametlla del Vallès

El diumenge 25 d'abril de 2010 (24 d'abril del 2010 a Esparraguera) es va produir la tercera onada de consultes independentistes, on més d'1.200.000 catalans de 211 municipis, 34 comarques, estaven cridades a les urnes. La participació en els tres municipis més grans va ser, a Lleida del 10,40%, a Girona del 27,0% i a Reus del 17,4%.

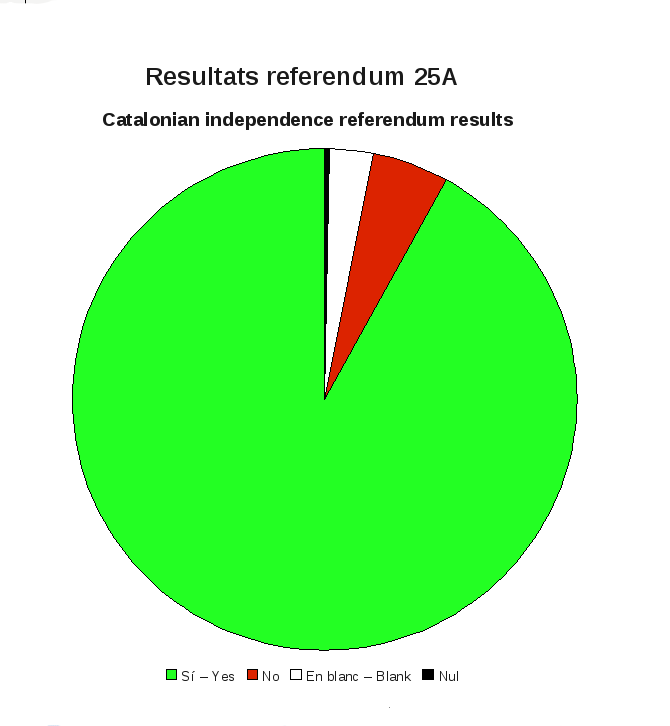
Resultats 25A

### Resultats[39]
| Catalunya, tercera onada | Resultat: Sí     |
| \| Data de la consulta: 24 i 25 d'abril del 2010 \| \| \| Resultats: (en detall) \| \| \| Participació: 17,5% \| A favor: 92,1% \| \| Vots vàlids: 231.030 \| En contra: 4,96% \| \| Electors: 231.704 \| Blanc: 2,26% \| |                  |
| Data de la consulta: 24 i 25 d'abril del 2010 |                  |
| Resultats: (en detall) |                  |
| Participació: 17,5% | A favor: 92,1%   |
| Vots vàlids: 231.030 | En contra: 4,96% |
| Electors: 231.704 | Blanc: 2,26%     |

## Quarta onada de consultes, 20-J

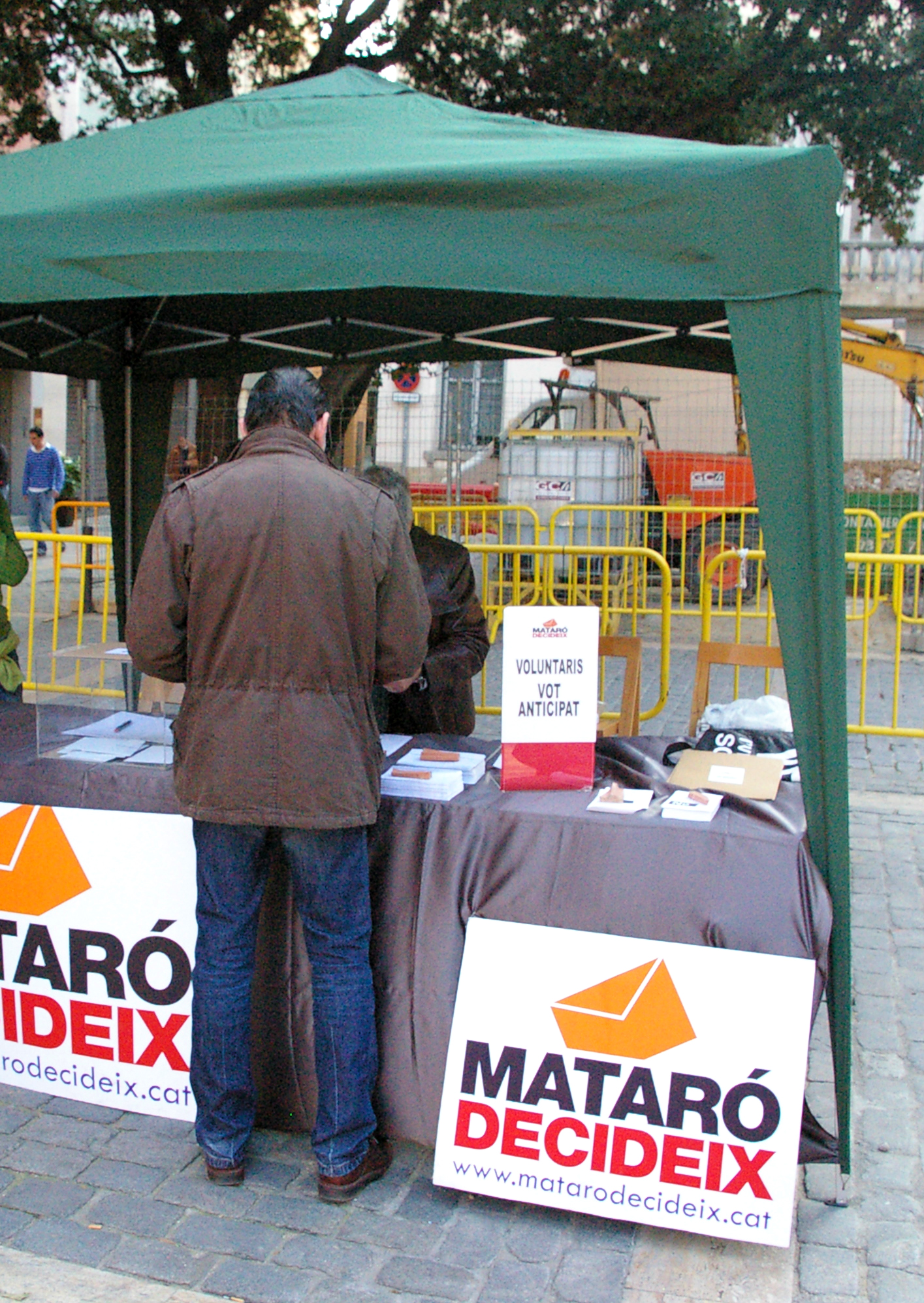
Vot anticipat a Mataró

El diumenge 20 de juny de 2010 es va donar la quarta onada de consultes independentistes, 70.000 catalans de 48 municipis, 25 comarques, van anar a les urnes. La participació va ser del 14,1%. La participació en els dos municipis més grans va ser, a Mataró, del 23,7% i a Cornellà de Llobregat del 10,6%.
Cornellà, va assolir el rècord de vots negatius, amb un 19,6%. La jornada va transcórrer amb normalitat, amb només un incident a Mataró, quan dos falangistes van assaltar un col·legi electoral, sense cap dany personal.
El 27 de juny de 2010 es va fer la consulta als Alamús (Segrià) amb un 43,64% de participació, un 92% de vots afirmatius i un % de vots negatius.
Pel 18 de juliol estan previstes consultes a Puigcerdà i a Mollet de Peralada, i se’n preparen a Tarragona, Rubí i Gavà per a l'octubre.

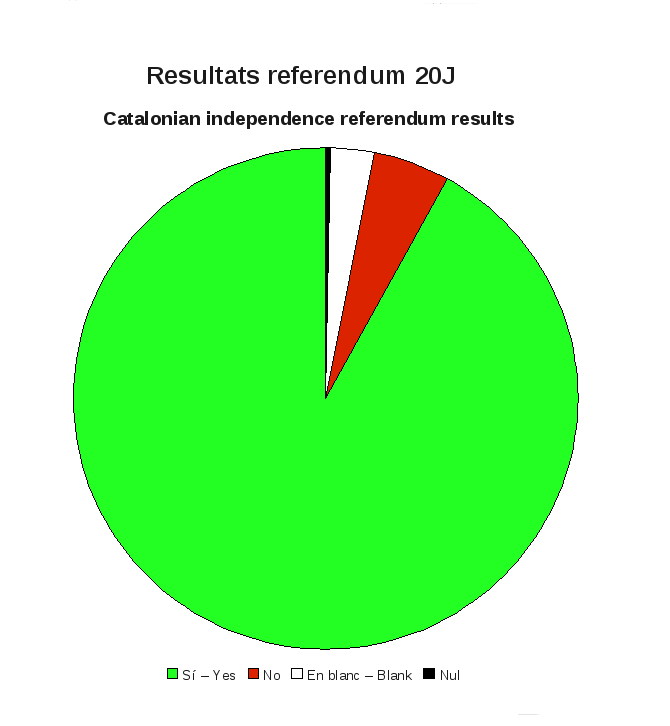
Resultats 20J

### Resultats[41]
| Catalunya, quarta onada | Resultat: Sí    |
| \| Data de la consulta: 20 de juny del 2010 \| \| \| Resultats: (en detall) \| \| \| Participació: 14.1% \| A favor: 88.8% \| \| Vots vàlids: 61.232 \| En contra: 8.0% \| \| Electors: 68.178 \| Blanc: 2.2% \| |                 |
| Data de la consulta: 20 de juny del 2010 |                 |
| Resultats: (en detall) |                 |
| Participació: 14.1% | A favor: 88.8%  |
| Vots vàlids: 61.232 | En contra: 8.0% |
| Electors: 68.178 | Blanc: 2.2%     |

## Consulta a Barcelona, 10-A

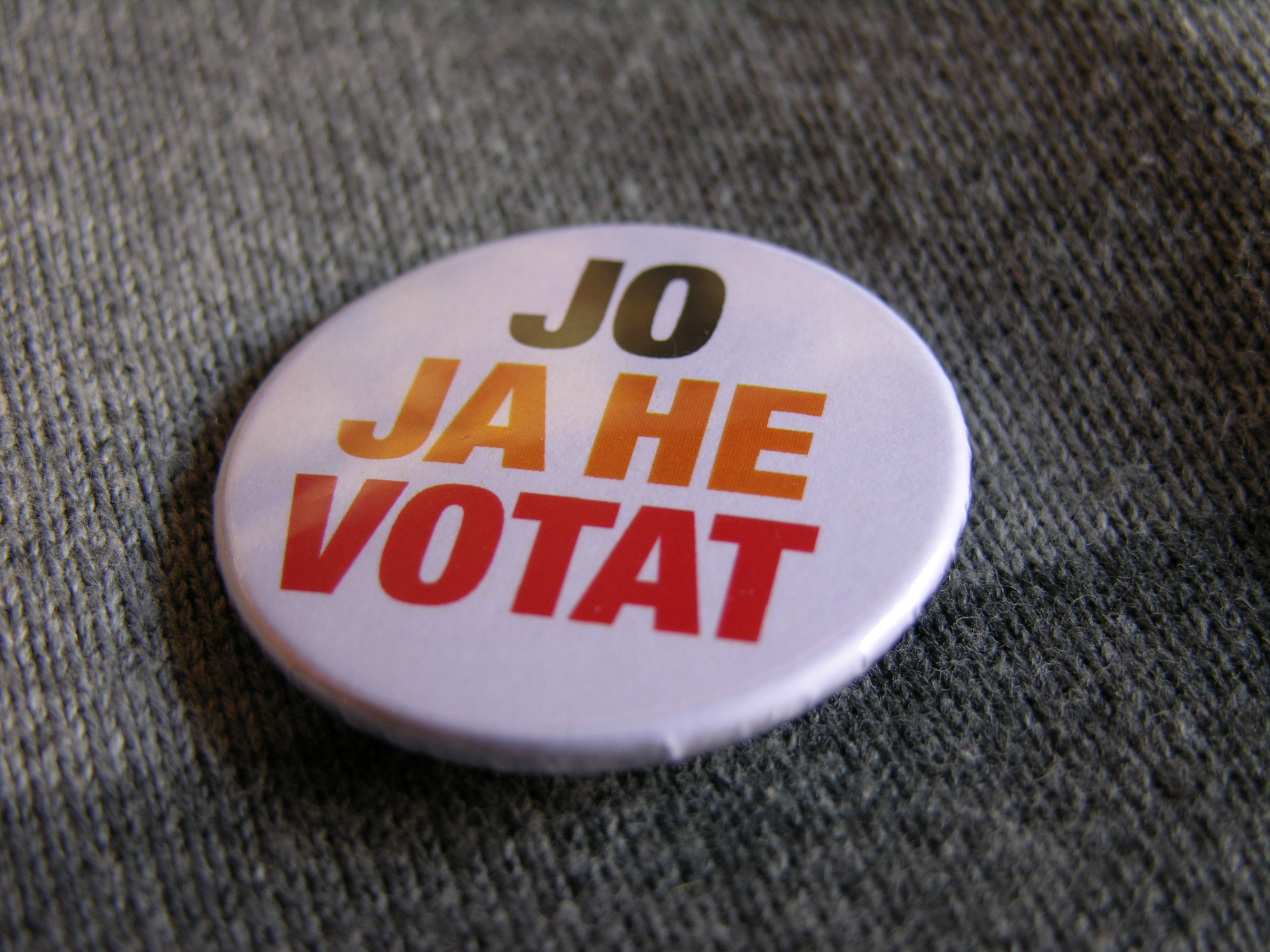
Xapa del 10-A

El dia 10 d'abril de 2011 se celebrà la consulta a la capital catalana.
| Catalunya, cinquena onada | Resultat: Sí    |
| \| Data de la consulta: 10 d'abril de 2011 \| \| \| Resultats: (en detall) \| \| \| Participació: 21,37% \| A favor: 89,7%[42] \| \| Vots vàlids: 257.645 \| En contra: 8,8% \| \| Electors: 1.143.000 \| Blanc: 1,5% \| |                 |
| Data de la consulta: 10 d'abril de 2011 |                 |
| Resultats: (en detall) |                 |
| Participació: 21,37% | A favor: 89,7%  |
| Vots vàlids: 257.645 | En contra: 8,8% |
| Electors: 1.143.000 | Blanc: 1,5%     |

Per facilitar el vot, des del 2010 es va recollir vot anticipat en meses situades en alguns punts de la ciutat. Igualment, en alguns barris, se celebren jornades per fomentar el vot anticipat:

### Recollida de vot anticipat a la Barceloneta

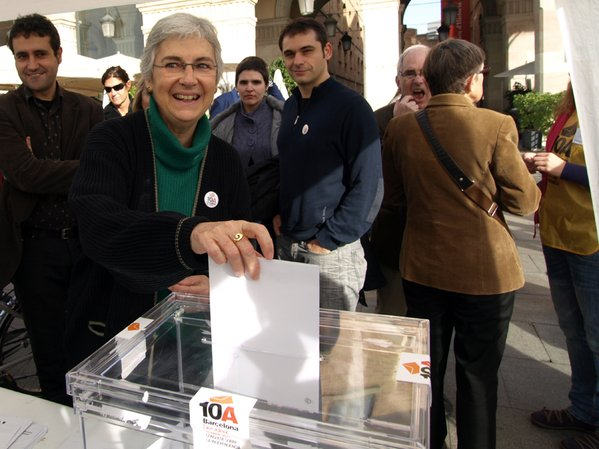
Muriel Casals a Barcelona votant el 10A

El dia 12 de desembre de 2010 va arrencar la campanya de Barcelona decideix amb la primera jornada de recollida de vot anticipat.
- 14 urnes repartides pel barri
- 20,2% de vot anticipat recollit sobre el cens del barri.

### 24h de recollida de vot anticipat a la Vila de Gràcia
Aquesta segona recollida de vot anticipat es va fer els dies 19 i 20 de febrer de 2011.
- 30 urnes
- Més de 300 voluntaris
- 33,6% de vot anticipat recollit sobre el cens del barri.

### Marató de recollida de vot anticipat a Nou Barris
El 12 de març hi havia prevista una recollida de vot anticipat a Nou Barris, però es va haver d'ajornar per al dia 26 del mateix mes a causa de les males condicions climatològiques del dia 12.
- 61 urnes[45]
- 317 voluntaris[46]
- 11,27% de vot anticipat recollit sobre el cens del barri.

### Consulta
El procés va estar verificat per una cinquantena d'observadors internacionals. A part de Barcelona, una vintena de municipis més també van organitzar una consulta per al mateix dia. Vallgorguina (Vallès Oriental) la va celebrar el dia abans, 9 d'abril.

### Galeria d'imatges

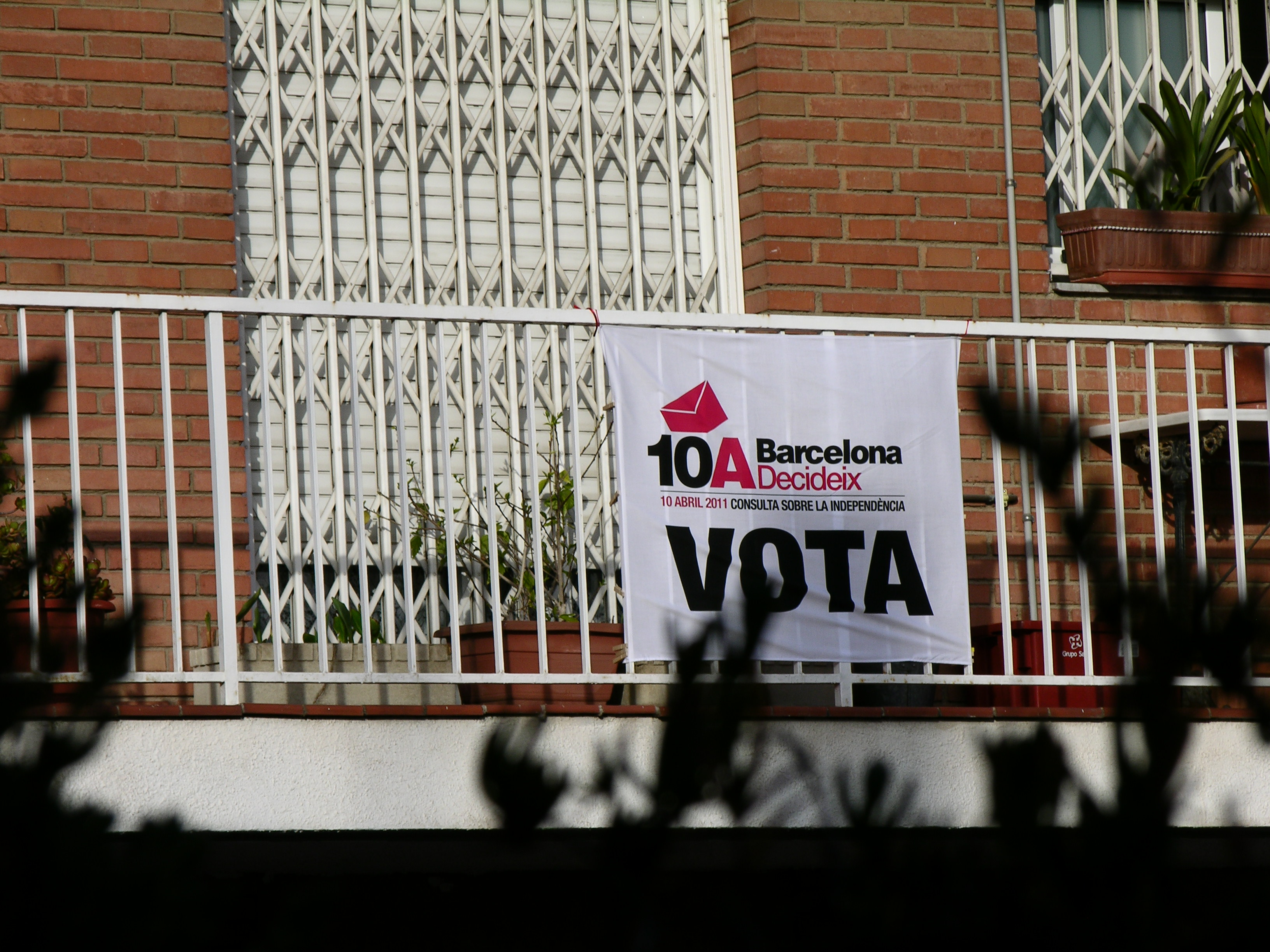
Bandera 10-A en un balcó de Barcelona
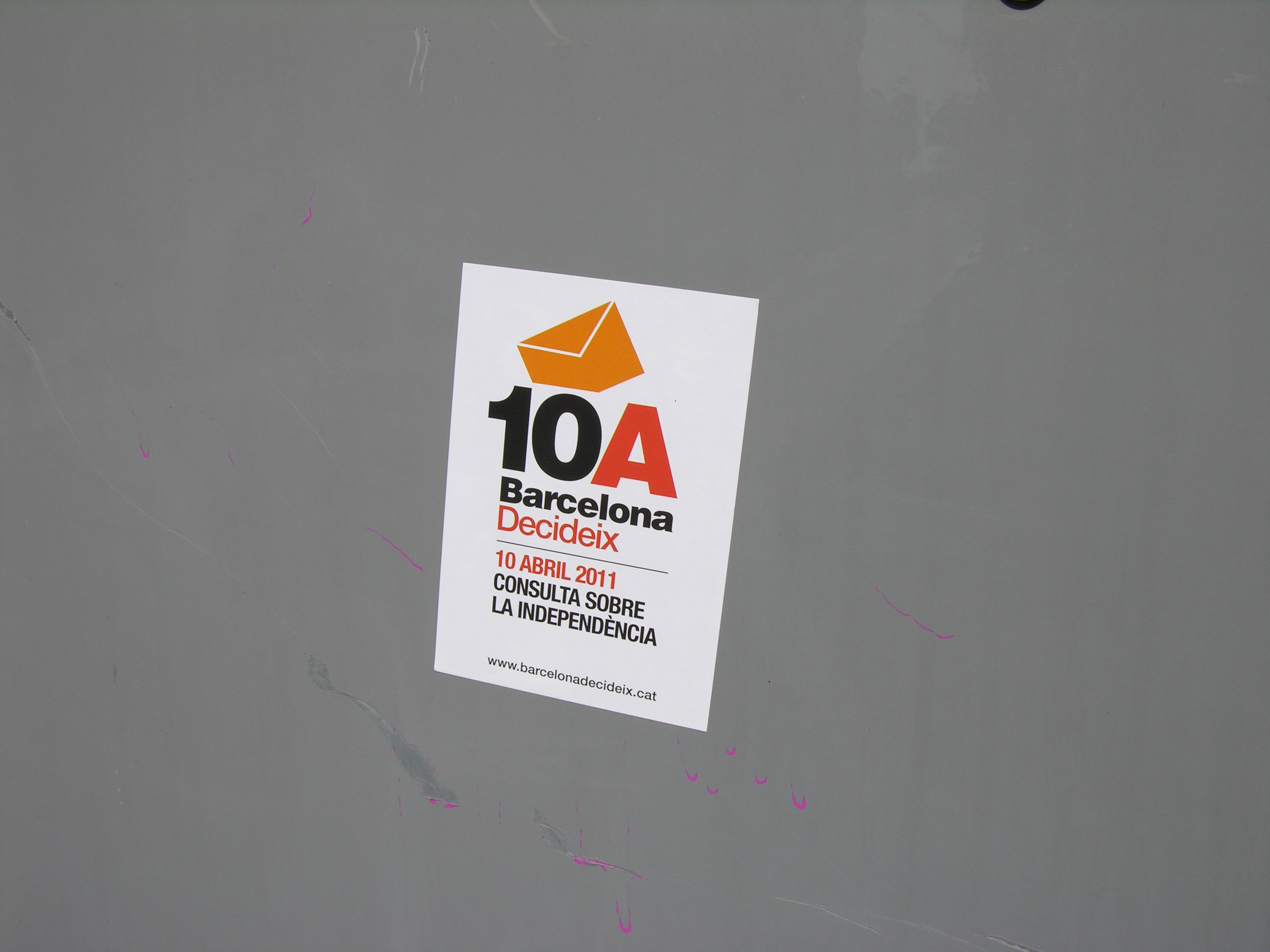
Adhesiu del 10-A de Barcelona
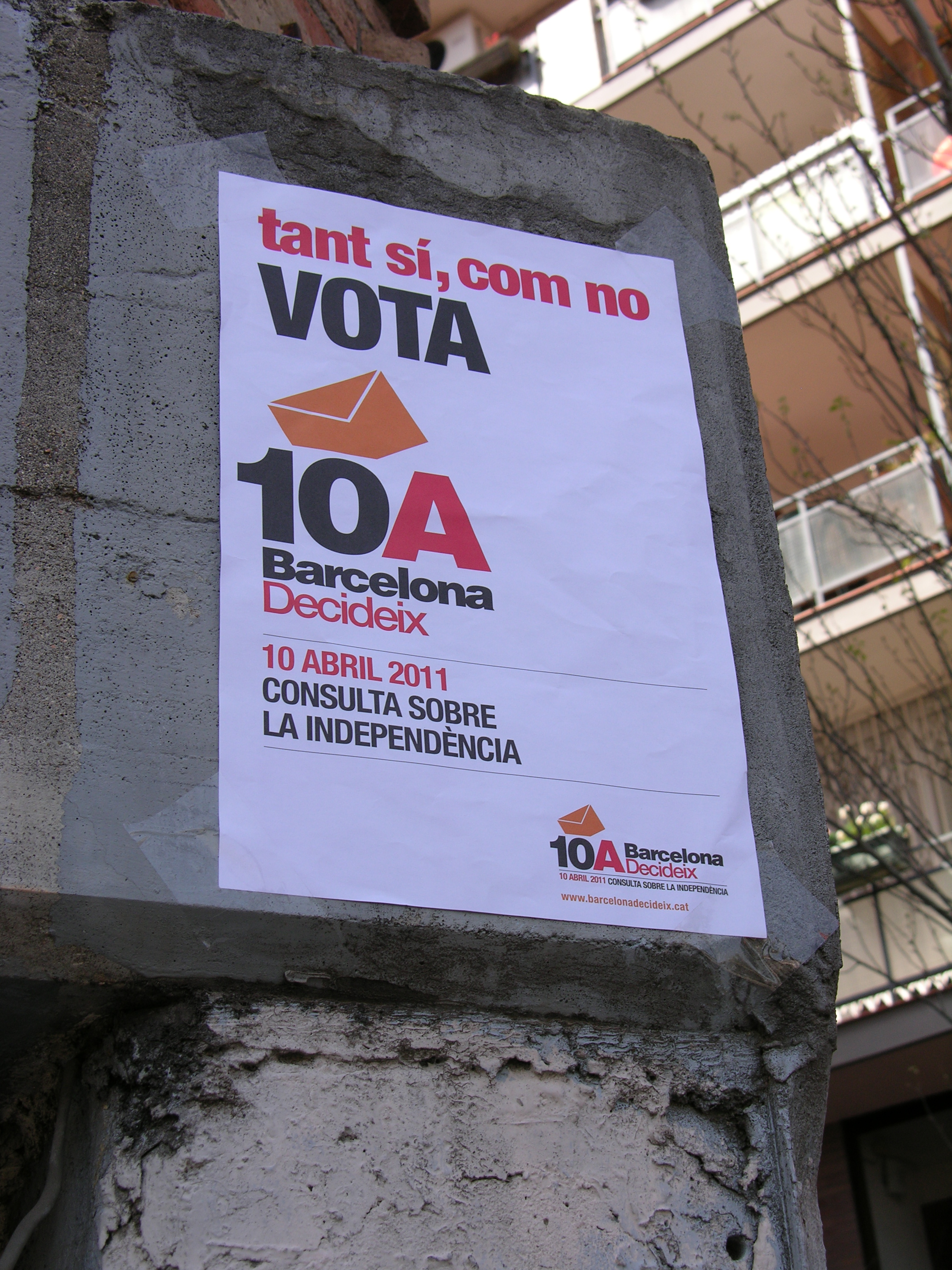
Full informatiu del 10-A a Barcelona

## Consultes internacionals
S'han fet consultes el 25 d'abril de 2010 als Països Baixos, Irlanda, Quebec, Suïssa i Hamburg, 455 catalans, van anar a les urnes.
Estan previstes consultes a Sardenya, el 30 de maig del 2010, i als Estats Units, el 9 d'octubre de 2010.

### Resultats[49]
| Món | Resultat: Sí    |
| \| Data de la consulta: 25 d'abril del 2010 \| \| \| Resultats: (en detall) \| \| \| Vots a favor: 416 \| A favor: 97,7% \| \| Vots vàlids: 440 \| En contra: 3.0% \| \| Electors: 455 \| Blanc: 2.6% \| |                 |
| Data de la consulta: 25 d'abril del 2010 |                 |
| Resultats: (en detall) |                 |
| Vots a favor: 416 | A favor: 97,7%  |
| Vots vàlids: 440 | En contra: 3.0% |
| Electors: 455 | Blanc: 2.6%     |

## Reaccions a les consultes

### Reaccions a favor
Diferents col·lectius d'immigrants residents a Catalunya van expressar el seu suport a les diverses consultes sobre la independència a través d'un manifest en el qual aplaudien la iniciativa de donar dret a vot a persones extracomunitàries i de la resta de la Unió Europea, fet suposava un total de 125.000 nous possibles sufragis per a les consultes programades el 13-D. La declaració estava signada inicialment per col·lectius com el Casal Argentí de Barcelona, la Xarxa ArgenCat i l'Associació ImmiCat, i va ser la base que va permetre l'adhesió de l'Assemblea d'Immigrants pel Dret a Decidir.

#### Reaccions internacionals a favor
Els eurodiputats del Partit Gal·lès, el Partit Nacional Escocès, la Nova Aliança Flamenca, el Partit de la Nació Corsa, Pels Drets Humans en una Letònia Unida i el Sinn Féin van donar suport a les consultes sobre la independència de Catalunya. També els partits Corsica Libera i Indipendèntzia Repùbrica de Sardigna van mostrar el seu suport a les consultes. El 25 de novembre, l'eurodiputada del Plaid Cymru gal·lès, Jill Evans, va fer arribar les consultes al Parlament Europeu preguntant-los a Durão Barroso i a Van Rompuy com tenia previst respondre la Unió Europea al procés de consultes independentistes catalanes.

### Reaccions en contra
Falange Española y de las JONS expressà la seva intenció de manifestar-se el dia de les consultes amb quaranta o cinquanta persones a cada municipi, tot i que el Departament d'Interior va fer avançar les concentracions al dia 12 per evitar aldarulls. Finalment, renunciaren a concentrar-se públicament degut al poc marge de temps per reaccionar a la decisió del Departament d'Interior de fer avançar les protestes, tal com assenyalà el seu secretari general Norberto Pico. En aquesta ocasió, el partit declinà presentar un recurs, com va fer pel dia de la consulta d'Arenys de Munt, a causa de l'elevat cost econòmic que suposaria.
El partit nacionalcatòlic Alternativa Española (AES), hereus de la figura de Blas Piñar, president honorífic de l'entitat, va convocar una concentració en contra de les consultes amb el lema «Ante los secesionistas referendos catalanes, da un Sí a España», programada pel 13 de desembre a la plaça de Sant Jaume de Barcelona. Finalment, els organitzadors canviaren de format i organitzaren una concentració a plaça d'Espanya on assistiren 110 persones, segons la Guàrdia Urbana. La convocatòria va transcórrer sense incidents, tot i que els participants exhibiren nombroses banderes espanyoles i simbologia falangista.
Alianza Nacional (AN), grup ultra espanyolista, va convocar per al mateix dia una manifestació a Barcelona amb el lema «Por la unidad de España», que volia anar de plaça Urquinaona a plaça de la Universitat, on tenia previst acabar amb un acte polític. La manifestació s'inicià a les 12h al lloc previst però finalitzà a l'Arc de Triomf, en un dels extrems del passeig de Lluís Companys. A la convocatòria assistiren unes 60 persones, segons la Guàrdia Urbana, i s'onejaren desenes de banderes espanyoles i alguna de catalana, a la vegada que s'entonaren consignes a favor de la unitat de l'Estat espanyol.

## Observadors internacionals
Els representants de la Coordinadora per la Consulta sobre la 
Independència Anna Arqué, Uriel Bertran i Jordi Miró van entrar al registre del Parlament Europeu una carta adreçada al seu President el senyor Jerzy Buzek, per informar-lo de la Consulta sobre la 
Independència. A més la missiva també demana “que adverteixi l'Estat espanyol sobre la conculcació dels drets democràtics dels catalans, com ara la prohibició d'utilitzar sales municipals per portar a terme la consulta”. En la visita al Parlament Europeu també van aconseguir la participació d'eurodiputats com a observadors internacionals. Entre aquests, hi participaren les eurodiputades Frieda Brepoels i Jill Evans, els eurodiputats François Alfonsi i Oriol Junqueras, el diputat de l'Assemblea de Còrsega Jean-Guy Talamoni, el diputat del Parlament Federal Belga (i futur ministre d'interior de Bèlgica) Jan Jambon, el senador friülès Elio di Anna, Kristopher White del Partit Nacional Escocès i Joe Reilly del Sinn Féin.
El 23 d'octubre de 2009 el director executiu de la plataforma Osona Decideix, Alfons López Tena, presentà una carta en català i traduïda a l'anglès a Manel Camós, director de la representació de la Comissió Europea a Barcelona, apel·lant a la intervenció de l'entitat per a revisar la fiabilitat del sistema electoral i destinar observadors per a exercir llurs tasques. Aquesta mateixa petició fou lliurada a altres organismes públics i entitats privades de caràcter internacional com la divisió de suport electoral del secretariat de l'ONU, el Centre Carter de Londres, l'OSCE i el grup de suport electoral conjunt de la CE i el PNUD.

El 4 de desembre, el director del Centre Carter, David Carroll, respongué la petició per carta on manifestà la no disposició a intervenir en la consulta, ja que el criteri usat prioritzava els països que estaven en un moment crític, on la presència de l'entitat pogués ser decisiva i que la petició l'hagués elaborat un dels partits majoritaris o l'autoritat electoral. Tot i així, Caroll recalcà el poc temps disponible per organitzar un contingent d'observadors per avaluar la situació electoral, més si tenim en compte les importants tasques que realitzaven en aquells moments en països com Sudan, Bolívia, Costa d'Ivori, Nepal i Palestina.
El 13 de desembre de 2009, trenta-quatre eurodiputats, juristes i altres personalitats varen formar part de la delegació d'observadors internacionals que vetllà pel desenvolupament de les consultes. La seva procedència era Escòcia, Itàlia, Còrsega, Bèlgica, Canadà i País de Gal·les entre d'altres.
El 30 de març de 2010, en la consulta realitzada a Sabadell hi assistí com a observador internacional Pavlos Filipov Voskopoulos, de la minoria macedònia a Grècia.
El 25 d'abril de 2010, més de cinquanta observadors internacionals assistiren a diverses consultes. Entre ells Edgardo Vázquez Rivera, assessor de la campanya de Barack Obama a Puerto Rico, així com diferents representants polítics de Flandes, Escòcia, Còrsega, Sardenya i Euskadi, entre d'altres.
El 20 de juny de 2010, hi assistiren alguns observadors internacionals, entre els quals destacava un actor espanyol, Javier Gutierrez. Finalment, a la darrera consulta la de Barcelona celebrada el 10 d'abril de 2011, 51 observadors internacionals van donar fe de la netedat del procés. La delegació més nombrosa era la flamenca amb 13 representants i es va comptar també amb un representant espanyol, el catedràtic de lingüística de la Universidad Autónoma de Madrid, Juan Carlos Moreno. Es va comptar també amb representants de la societat civil i acadèmics de diversos Estats europeus no pertanyents a minories nacionals ni nacions sense Estat, com Finlàndia i Rússia.

Municipis on l'ajuntament s'hi ha manifestat a favor.
Municipis on l'ajuntament s'hi ha manifestat en contra.

Comarques on el Consell Comarcal s'hi ha manifestat a favor.
Comarques on el Consell Comarcal s'hi ha manifestat en contra.

## Suport institucional
Les consultes han estat dutes a terme per la societat civil, i les implicacions de les institucions públiques per a les seves organitzacions no van ser autoritzades per la justicia. No obstant això diversos ajuntaments i consells comarcals han aprovat mocions en favor de què aquests referèndums siguin convocats per una organització civil, recolzant-les d'aquesta manera sense transgredir les lleis espanyoles.

### Ajuntaments

Municipis on l'ajuntament s'ha manifestat a favor.
Municipis on l'ajuntament s'ha manifestat en contra.

Més de 200 els ajuntaments que s'hi han declarat a favor, cobrint una població superior a la d'1.300.000 habitants. Hi ha municipis on es faran consultes i on l'ajuntament no hi ha donat suport. Malgrat tot, no és incompatible, ja que les consultes són promogudes per entitats dels pobles i no pels ajuntaments.
En contra s'hi han manifestat 36 municipis, cobrint una població d'1.200.000 persones. La diferència de xifres (una sisena part de municipis però quasi la mateixa població) és explicada per què la majoria d'aquesta ajuntaments són de les zones de la costa i àrea metropolitana més poblades arran de l'emigració espanyola de la segona meitat del segle xx.

#### Ajuntaments a favor
| Municipi                   | Pob.   | A favor                                             | En contra          | Abstenció                  | Dia      |
| -------------------------- | ------ | --------------------------------------------------- | ------------------ | -------------------------- | -------- |
| Agramunt                   | 5.577  | ERC (5), CiU (5)                                    | -                  | PSC (3)                    | 30.09.09 |
| L'Albi                     | 841    | TFA (4), CiU (3)                                    | -                  | -                          | 29.09.09 |
| L'Aldea                    | 3.966  | ERC (5), CiU (2), IPA (2)                           | -                  | PSC (1)                    | 17.09.09 |
| Alella                     | 8.998  | ERC+LG (6), CiU (2), COR (1), Gd'A (1)              | PP (1)             | PSC (1)                    | 24.09.09 |
| Alfarràs                   | 3.163  |                                                     |                    |                            |          |
| Alfés                      | 323    | ERC (4), IPA (3)                                    | -                  | -                          | 04.11.09 |
| Alp                        | 1.686  | ERC (1), CiU (4), Id'A (2), AC (2)                  | -                  | -                          | ?        |
| Alpens                     | 312    |                                                     |                    |                            | ?        |
| Amposta                    | 20.652 | EA-ERC (4), CiU (9)                                 | -                  | PSC (4)                    | 28.09.09 |
| Arbeca                     | 2.472  | ERC (2), CiU (3)                                    | -                  | PM (6)                     | 22.09.09 |
| L'Arboç                    | 5.063  | ERC (2), CiU (4)                                    | -                  | PSC (5)                    | 24.09.09 |
| Arbúcies                   | 6.232  | ERC (4), EPA (5), CUPA (2), IA (1)                  | PSC (1)            | -                          | 29.09.09 |
| Arenys de Mar              | 14.449 | ERC (3), CiU (6), ICV (2), VIA (1), PSC (1)         | PP (1)             | PSC (3)                    | 27.10.09 |
| Arenys de Munt             | 8.023  | ERC (3), CiU (3), AM2000 (4), CUP (1)               | -                  | PSC (2)                    | 04.06.09 |
| Argelaguer                 | 423    |                                                     |                    |                            |          |
| Argentona                  | 11.402 | ERC (1), CiU (3), EA (3), TA (6)                    | PP (1), Agr.Ar (1) | PSC (2)                    | 04.09.09 |
| Artesa de Lleida           | 1.503  | ERC (2), PSC (7)                                    | -                  | -                          | 08.10.09 |
| Avinyó                     | 2.222  | ERC (4), CiU (7)                                    | -                  | -                          | 05.11.09 |
| Balsareny                  | 3.505  | ERC (2), CiU (7), VAI (1)                           | -                  | PSC (1)                    | ?        |
| Banyoles                   | 17.917 | ERC (6), CiU (8), ICV (1), PPB-PSC (2)              | -                  | -                          | 02.11.09 |
| Bell-lloc d'Urgell         | 2.413  | CiU, ERC, PSC (2)                                   | -                  | PSC (2)                    | 24.09.09 |
| Berga                      | 17.072 | CiU, CUP i ERC                                      |                    |                            |          |
| Besalú                     | 2.290  | CiU                                                 | -                  | IpB-PM                     |          |
| Blancafort                 | 415    | ERC                                                 |                    |                            | 30.09.09 |
| Blanes                     | 40.168 | CiU, PdB, ERC                                       | PSC, PP            | ICV-EUiA                   | 29.09.09 |
| Bordils                    | 1.425  | CiU, GxB-ERC-AM, GIB-PM                             |                    |                            |          |
| Les Borges Blanques        | 5.942  |                                                     |                    |                            | 24.09.09 |
| Breda                      | 3.753  | CiU, TxB, CxB (1), PSC-PM                           | -                  | CxB (1)                    |          |
| El Bruc                    | 1.841  | ERC i PSC (1)                                       | -                  | PSC (1) i CiU              |          |
| Cabrera de Mar             | 4.269  |                                                     |                    |                            |          |
| Cabrils                    | 6.698  | VIC, ERC                                            | PSC, PP            |                            | 02.10.09 |
| Calders                    | 914    |                                                     |                    |                            |          |
| Caldes de Montbui          | 16.518 |                                                     |                    |                            | 24.09.09 |
| Calella                    | 18.034 |                                                     |                    |                            |          |
| Calldetenes                | 2.252  | ERC (6), CiU (2), Poble en Marxa (2)                | -                  | -                          | 28.09.09 |
| Callús                     | 1.610  |                                                     |                    |                            |          |
| Camarles                   | 3.629  |                                                     |                    |                            |          |
| Canet de Mar               | 15.097 |                                                     |                    |                            |          |
| Capellades                 | 5.458  | VdC-CUP (2), ERC (3), CiU (6), PSC (1)              | -                  | PSC (1)                    | 30.09.10 |
| Cardedeu                   | 16.102 |                                                     |                    |                            | 24.09.09 |
| Cardona                    | 5.176  | ERC i CiU                                           | -                  | PSC                        |          |
| Cassà de la Selva          | 9.256  |                                                     |                    |                            |          |
| Castellar del Riu          | 147    |                                                     |                    |                            |          |
| Castellbell i el Vilar     | 3.617  |                                                     |                    |                            |          |
| Castellbisbal              | 11.540 | ERC, CiU i AxC                                      | PSC i TxC          | -                          | 28.09.09 |
| Castellfollit de la Roca   | 993    | CiU (5), ERC (2)                                    | -                  | -                          |          |
| Castellfollit de Riubregós | 192    |                                                     |                    |                            |          |
| Castelló d'Empúries        | 11.653 | CiU, ERC, Entesa (1)                                | PP                 | Entesa (2) i PSC           |          |
| Casserres                  | 1.634  |                                                     |                    |                            |          |
| Cerdanyola del Vallès      | 58.493 |                                                     |                    |                            |          |
| Cervera                    | 9.247  | ERC (2), SiF (2), CiU (3)                           | PP (1)             | PSC (2), INSE (1), PxC (2) | 30.09.09 |
| Collbató                   | 3.780  | GIC, PSC, CiU i ERC                                 | -                  | -                          |          |
| La Coma i la Pedra         | 267    | CiU                                                 | -                  | -                          |          |
| Constantí                  | 5.813  | CiU, ERC i Regidor no adscrit                       | PP                 | PSC                        |          |
| Corbera de Llobregat       | 13.133 | CiU, ERC, URBACOR, ICV                              | -                  | PSC, GiU i CiU (1)         |          |
| Corbins                    | 1.370  | CiU i PSC                                           | -                  | -                          |          |
| L'Espluga de Francolí      | 3.861  | CiU, ERC i Espluga Viva                             |                    |                            | 01.10.09 |
| L'Estany                   | 385    |                                                     |                    |                            |          |
| La Floresta                | 199    | CiU                                                 | -                  | -                          |          |
| Folgueroles                | 2.058  | CiU, ERC, PSC i Independents                        | -                  | -                          |          |
| Fonollosa                  | 1.279  | CiU, ERC i PSC                                      | -                  | -                          |          |
| Fornells de la Selva       | 1.760  |                                                     |                    |                            | 24.09.09 |
| Fulleda                    | 119    | Associació Progressista de Fulleda-AM (4)           | CiU (1)            |                            |          |
| Girona                     | 94.484 | CiU, ERC, ICV                                       | PP (1)             | PSC (10)                   | 10.11.09 |
| Gironella                  | 5.016  |                                                     |                    |                            |          |
| Gurb                       | 2.394  | CiU i ERC                                           | -                  | -                          | 15.10.09 |
| Hostalets de Pierola       | 2.219  |                                                     |                    |                            |          |
| Hostalric                  | 3.619  | HC (1), ERC (3), CiU (3)                            | PSC (1)            | CiU (1), ICV (1)           | 07.10.09 |
| Ivars d'Urgell             | 1.747  | CiU i ERC                                           | -                  | -                          | 24.09.09 |
| Jorba                      | 786    | CiU i ERC                                           | -                  | -                          |          |
| Juneda                     | 3.342  |                                                     |                    |                            |          |
| La Jonquera                | 3.107  |                                                     |                    |                            |          |
| Linyola                    | 2.781  | CiU, ERC, PSC, independents                         | -                  | -                          | 24.09.09 |
| Llagostera                 | 8.065  |                                                     |                    |                            |          |
| Llambilles                 | 522    |                                                     |                    |                            |          |
| Lloret de Mar              | 32.728 |                                                     |                    |                            |          |
| Maià de Montcal            | 379    |                                                     |                    |                            |          |
| Manlleu                    | 20.505 | CiU i ERC                                           | PxC                | PSC                        | 20.10.09 |
| Manresa                    | 76.635 | CiU (8), ERC (3), CUP (1)                           | PSC (8), PP (2)    | ICV (2), PxC (1)           | 19.10.09 |
| Marganell                  | 301    | CiU (4) i ERC                                       | -                  | CiU (2)                    |          |
| Martorell                  | 26.169 | CiU i ERC                                           | -                  | PP, PSC i ICV              |          |
| Masnou                     | 21.935 | ERC, CiU, ICV                                       | PSC, PP            | PSC (1)                    |          |
| Maspujols                  | 520    |                                                     |                    |                            |          |
| Mieres                     | 331    | CiU (5), MP (1), ApG (1)                            | -                  | -                          | 29.09.09 |
| Moià                       | 5.711  | MAP-ERC i CDC                                       | PSC                | UDC                        | 24.09.09 |
| Molins de Rei              | 23.544 | IiE, ERC, CiU i CUP                                 | PSC                | PP (absent)                | 30.09.09 |
| Molló                      | 349    | CiU i IxM-AM                                        | -                  | -                          |          |
| Monistrol de Montserrat    | 2.983  |                                                     |                    |                            |          |
| Montblanc                  | 7.069  | ACM (5), CiU (3), ApM (3), GdP (1)                  | IpM (1)            | -                          | 24.09.09 |
| Montesquiu                 | 861    |                                                     |                    |                            |          |
| Muntanyola                 | 548    | CiU, ERC i PSC                                      | -                  | -                          |          |
| Navàs                      | 5.959  | CiU, ERC, Més Navàs                                 | PSC                |                            | 24.09.09 |
| Navès                      | 274    |                                                     |                    |                            |          |
| Olesa de Montserrat        | 22.257 |                                                     |                    |                            |          |
| Olost                      | 1.199  |                                                     |                    |                            |          |
| Olot                       | 32.903 | ERC (1), CiU (7), ApG (1), PSC (1)                  | PP (1)             | PSC (7), PxC (1)           | 19.11.09 |
| Olvan                      | 905    |                                                     |                    |                            |          |
| Orpí                       | 193    | Orpí-AM                                             | CiU                | -                          |          |
| Palafrugell                | 21.307 |                                                     |                    |                            | 30.09.09 |
| el Papiol                  | 3.781  | Junts pel Papiol-AM i CiU                           |                    | PSC                        | 06.10.09 |
| Pardines                   | 168    |                                                     |                    |                            |          |
| Paüls                      | 626    | CiU                                                 | PSC                | -                          |          |
| Perafita                   | 407    |                                                     |                    |                            |          |
| Pinell de Solsonès         | 212    | ERC                                                 | -                  | CiU                        |          |
| Planoles                   | 282    | ERC, CiU, i IxP-AM                                  | -                  | -                          |          |
| La Pobla de Claramunt      | 2.235  | ERC i CiU                                           | -                  | PSC                        | 24.09.09 |
| Prats de Lluçanès          | 2.719  |                                                     |                    |                            |          |
| Prats de Rei               | 540    | GAP-AM i CiU                                        | PSC                | -                          |          |
| Premià de Dalt             | 9.788  |                                                     |                    |                            |          |
| Premià de Mar              | 27.545 | ERC, CiU                                            | PSC, PP, ICV-EUiA  | -                          |          |
| Puig-reig                  | 4.326  | ERC, CiU, IP-EPM (3)                                | IP-EPM (1)         | IP-EPM (1)                 | 24.09.09 |
| Ribes de Freser            | 2.006  | CiU, ERC, ICV, PM                                   | -                  | -                          |          |
| Riells i Viabrea           | 3.238  |                                                     |                    |                            |          |
| La Riera de Gaià           | 1.332  |                                                     |                    |                            |          |
| Ripoll                     | 11.012 | CiU, ERC                                            | PSC                | -                          | 29.09.09 |
| Riudaura                   | 426    | ERC (6), CiU (1)                                    | -                  | -                          |          |
| Riudoms Primera moció      | 6.436  | CiU (8), ERC (3)                                    | -                  | PSC (2)                    | 19.11.09 |
| Riudoms Segona moció       | 6.436  | PSC (2)                                             | -                  | CiU (8), ERC (3)           | 19.11.09 |
| Roda de Ter                | 5.671  | ERC (4), CiU (3), IPR-PSC (1)                       | IPR-PSC (2)        | IPR-PSC (2)                | 13.10.09 |
| Sallent                    | 7.061  | CiU, ERC, PSC, ICV i CUP                            |                    | -                          |          |
| Salt                       | 28.763 | CiU, ERC, ICV                                       | PSC, PP            | -                          |          |
| Sant Antoni de Vilamajor   | 5.332  | AIV (1), CiU (5), ERC (4)                           | PSC (1)            | -                          | 14.10.09 |
| Sant Boi de Lluçanès       | 573    | CiU i Independents                                  | -                  | -                          |          |
| Sant Celoni                | 16.586 | CUP (2), CiU (7)                                    | PSC (8)            | -                          | 08.10.09 |
| Sant Cugat del Vallès      | 76.274 | CiU (14), ERC (2), ICV (3)                          | PP (1)             | PSC (absent)               | 19.10.09 |
| Sant Feliu de Codines      | 5.620  |                                                     |                    |                            | 17.10.09 |
| Sant Feliu de Guíxols      | 20.867 | ERC (2), CiU (5), ICV (1), TSF (4)                  | PSC (7), TSF (1)   | Amics (1)                  | 24.09.09 |
| Sant Feliu Sasserra        | 633    | ERC (7)                                             | -                  | -                          |          |
| Sant Ferriol               | 194    |                                                     |                    |                            |          |
| Sant Fruitós de Bages      | 7.199  | CiU, ERC, Entesa                                    | -                  | PSC                        |          |
| Sant Hilari Sacalm         | 5.385  | ERC (5), CiU (6), PIG (2)                           | -                  | -                          |          |
| Sant Hipòlit de Voltregà   | 3.431  | CIU                                                 | PSC (4)            | PSC (2)                    |          |
| Sant Jaume de Frontanyà    | 29     | ERC (1)                                             | -                  | -                          | 14.10.09 |
| Sant Martí Sarroca         | 2.721  |                                                     |                    |                            |          |
| Sant Martí de Tous         | 1.101  | ERC (3), CiU (2)                                    | -                  | PSC (2), CiU (2)           | ?        |
| Sant Pere de Torelló       | 2.264  | ERC (1), EpSP (10)                                  | -                  | -                          | ?        |
| Sant Pere de Vilamajor     | 3.891  | GISP (1), ISP (1), CiU (3), ERC (2), No adscrit (1) | PSC (1), PP (1)    | -                          | 16.10.09 |
| Sant Pere Pescador         | 1.804  | IpSP (5), CiU (1), PSC (3)                          | -                  | -                          |          |
| Sant Pol de Mar            | 4.773  |                                                     |                    |                            |          |
| Sant Quintí de Mediona     | 2.039  | ERC, PSC i CiU                                      |                    | PP                         | 28.09.09 |
| Sant Quirze de Besora      | 2.215  |                                                     |                    |                            |          |
| Sant Quirze del Vallès     | 18.225 | ERC, CiU, ICV                                       | PP                 | PSC                        |          |
| Sant Sadurní d'Anoia       | 11.909 | ERC, PSC, Alternativa Municipal Independent         | CiU i PP           |                            | 30.09.09 |
| Sant Salvador de Guardiola | 3.044  | GpC (5), ERC (1), CiU (2), Independent (1)          | Independent (1)    | EPSSG (1)                  | 16.10.09 |
| Sant Vicenç de Torelló     | 1.977  |                                                     |                    |                            |          |
| Santa Coloma de Farners    | 11.412 | ERC, CiU, PSC, CxC, ExSC                            | -                  | -                          |          |
| Santa Eugènia de Berga     | 2.235  |                                                     |                    |                            |          |
| Santa Eulàlia de Riuprimer | 1.004  |                                                     |                    |                            |          |
| l'Esquirol                 | 2.289  | CiU, IC-ERC                                         | -                  | -                          |          |
| Santa Maria d'Oló          | 1.089  |                                                     |                    |                            |          |
| Santa Pau                  | 1.567  |                                                     |                    |                            |          |
| Santa Susanna              | 2.939  |                                                     |                    |                            |          |
| Santpedor                  | 6.557  |                                                     |                    |                            |          |
| Sarrià de Ter              | 4.320  |                                                     |                    |                            |          |
| la Secuita                 | 1.269  | CiU, ERC                                            |                    |                            |          |
| Sentmenat                  | 7.209  | CiU, ERC                                            | PSC, PP            | ICV                        | 12.11.09 |
| Seròs                      | 1.876  |                                                     |                    |                            |          |
| La Seu d'Urgell            | 12.986 | CiU, ERC, ICV                                       | -                  | PSC, PP                    |          |
| Solsona                    | 9.166  | CiU, ERC, El Comú, PSC                              | -                  | -                          |          |
| Sora                       | 193    |                                                     |                    |                            |          |
| Subirats                   | 3.052  |                                                     |                    |                            |          |
| Sunyer                     | 296    | 6 vots                                              | -                  | 1 vot                      |          |
| Súria                      | 6.369  | ERC, CiU, AIS, GIS                                  | -                  | PSC i GPS                  |          |
| Taradell                   | 6.034  |                                                     |                    |                            |          |
| Tàrrega                    | 17.696 | CiU, AIPN-PSC (3), ERC i ICV                        |                    | AIPN-PSC (3)               | 05.10.09 |
| Tarrés                     | 106    |                                                     |                    |                            |          |
| Teià                       | 5.867  |                                                     |                    |                            |          |
| Tiana                      | 7.505  |                                                     |                    |                            |          |
| Tona                       | 7.805  | CiU i Tona Futur                                    |                    |                            |          |
| Tordera                    | 13.420 |                                                     |                    |                            |          |
| Torà                       | 1.366  | CiU (6), ERC (2), CUP (1)                           | -                  | -                          | 18.12.09 |
| Torrebesses                | 298    |                                                     |                    |                            |          |
| Torrelles de Llobregat     | 4.604  | ERC, CiU, i Poble i Progrès                         |                    | PSC, A.I. Poble            | 13.10.09 |
| Torroella de Montgrí       | 11.441 |                                                     |                    |                            |          |
| Vacarisses                 | 5.787  |                                                     |                    |                            |          |
| La Vall d'en Bas           | 2.790  |                                                     |                    |                            |          |
| Vallirana                  | 12.928 | CiU, ERC                                            | ICV, PP            | PSC                        | 06.10.09 |
| Valls                      | 25.634 |                                                     |                    |                            |          |
| El Vendrell                | 34.931 |                                                     |                    |                            |          |
| Vic                        | 38.964 | CiU, ERC, CUP i ICV-EUiA                            | PSC                | PxC                        | 07.10.09 |
| Vidrà                      | 178    |                                                     |                    |                            |          |
| Vidreres                   | 6.676  |                                                     |                    |                            |          |
| Viladamat                  | 440    |                                                     |                    |                            |          |
| Viladrau                   | 1.066  | independents de l'A, CiU i ERC                      | -                  | -                          | 13.10.09 |
| Viladecavalls              | 7.170  |                                                     |                    |                            |          |
| Vilafranca del Penedès     | 37.364 | CiU, ERC, ICV i CUP                                 | PP                 | PSC                        |          |
| Vilanova del Vallès        | 4.459  |                                                     |                    |                            |          |
| Vilanova i la Geltrú       | 64.905 | ERC, CiU, ICV, CUP                                  | PSC, PP            | -                          | 02.11.09 |
| Vilaplana                  | 584    | ERC, CiU                                            | -                  | PSC                        | 28.10.09 |
| Vilassar de Dalt           | 8.476  |                                                     |                    |                            |          |
| Vilassar de Mar            | 19.052 |                                                     |                    |                            |          |
| Vilobí d'Onyar             | 2.756  |                                                     |                    |                            |          |
| Vimbodí i Poblet           | 1.065  | ERC                                                 |                    |                            |          |

#### Ajuntaments en contra
| Municipi                   | Pob.    | A favor                             | En contra                    | Abstenció         | Dia        |
| -------------------------- | ------- | ----------------------------------- | ---------------------------- | ----------------- | ---------- |
| Alpicat                    | 5.900   | ERC (1), ICV (2)                    | CiU (6), PP (1)              | PSC (2)           | 08.10.09   |
| Balaguer                   | 16.341  | ERC (1), CiU (5)                    | PSC (8), PP (1)              | ICV (2)           | 24.09.09   |
| Cambrils                   | 30.956  | ERC (2), CiU (3), PLIC (4)          | PSC (8), PP (3)              | ICV (1)           | 27.10.09   |
| Centelles                  | 7.133   | CiU (2), APC (1)                    | PSC (10)                     | -                 | 29.10.09   |
| Falset                     | 2.807   | IpF (5)                             | PSC (4), CiU (2)             | -                 | 02.11.09   |
| Gavà                       | 44.678  | ERC (2), CiU (1), ICV (2)           | PSC (12), PP (3), C's (1)    | -                 | 24.09.09   |
| Granollers                 | 60.122  | ERC (2), CiU (6)                    | PSC (14), PP (3)             | -                 | 29.09.09   |
| Igualada                   | 38.164  | ERC (3), CiU (6)                    | PSC (8), PP (2), ICV (2)     | -                 | 15.09.09   |
| Lleida                     | 131.731 | ERC (2), CiU (6), ICV (1)           | PSC (15), PP (2), Indep. (1) | -                 | 25.09.09   |
| Malgrat de Mar             | 17.822  | ERC (4), CiU (3), ICV (1)           | PSC (8), PP (1)              | -                 | ?          |
| Les Masies de Voltregà     | 3.189   | CiU (2)                             | PSC (4)                      | PSC (3)           | 09.11.09   |
| Mataró                     | 119.780 | ERC (2), CiU (7), CUP (1)           | PSC (11), PP (4)             | -                 | ?          |
| Mollet del Vallès          | 51.365  | ERC (1), CiU (3)                    | PSC (15), PP (3)             | ICV (3)           | 28.09.09   |
| Montbrió del Camp          | 2.061   | ERC (3)                             | PSC (1), CiU (4)             | CiU (1)           | 21.10.09   |
| Pineda de Mar              | 25.568  | ERC (1), CiU (5), 100xCPP (1)       | PSC (11), PP (3)             | -                 | ?          |
| El Prat de Llobregat       | 62.663  | ERC (1)                             | PSC (7), PP (4), ICV (11)    | CiU (2)           | 16.09.09   |
| Reus                       | 107.770 | ERC (2), CiU (8), ICV (2), CORI (1) | PSC (10), PP (4)             | -                 | 06.11.09   |
| Ripollet                   | 36.255  | CiU (3), COP-CpR (5)                | PSC (9), PP (4)              | -                 | 24.09.09   |
| Roses                      | 19.960  | ERC (1), CiU (6)                    | PSC (5), PP (2), GIR (2)     | ICV (1)           | 27.09.09   |
| Rubí                       | 73.691  | ERC (2), CiU (2), ACR (2)           | PSC (12), PP (3)             | ICV (4)           | 25.09.09   |
| Sant Andreu de Llavaneres  | 9.745   | ERC (1), CiU (2), SOS (1)           | PSC (1), PP (4), CiU (1)     | CiU (2), GELL (1) | 02.10.09   |
| Sant Feliu de Llobregat    | 42.628  | ERC (1), CiU (3)                    | PSC (8), PP (2), ICV (5)     | ICV (2)           | 29.09.09   |
| Sant Joan de les Abadesses | 3.589   | No s'ha votat finalment             |                              |                   | 25.09.09   |
| Sant Llorenç de Morunys    | 1.071   | CiU (3)                             | ISLLM (4)                    | -                 | 05.11.09   |
| Sant Pere de Ribes         | 28.066  | ERC (1), CiU (3), UM9 (4)           | PSC (8), PP (2)              | ICV (1)           | 22.09.09   |
| Sant Vicenç dels Horts     | 27.461  | ERC (4), CiU (2)                    | PSC (10), PP (1)             | ICV (3), PIVP (1) | ?          |
| Santa Margarida de Montbui | 9.778   | ERC (1), ICV (1)                    | PSC (11)                     | -                 | 19.11.09   |
| La Selva del Camp          | 4.821   |                                     |                              |                   |            |
| Sitges                     | 27.070  | ERC (1), CiU (4), AxS (1)           | PSC (10), PP (2), ICV (1)    | NH (2)            | 21.09.09   |
| Tarragona                  | 137.536 | ERC (2), CiU (8)                    | PSC (13), PP (4)             | -                 | 28.09.09   |
| Torelló                    | 13.680  | ERC (3), ICV (1), CiU (3)           | PSC (7)                      | CiU (3)           | 26.10.09   |
| Tremp                      | 6.190   | ERC (2), CiU (4)                    | PSC (6)                      | -                 | 15.10.09   |
| Vilanova i la Geltrú       | 64.905  | ERC (1), CiU (9), CUP (1)           | PSC (10), PP (2)             | ICV (2)           | 14.09.09   |
| Vinyols i els Arcs         | 1.553   | ERC (2)                             | PSC (1), CiU (6)             | -                 | ?          |
| Camprodon                  | 2.490   | ERC (1)                             | PSC (6)                      | CiU (3)           | 30-11-2009 |

### Consells comarcals
Paral·lelament, set consells comarcals s'han manifestat a favor i un en contra, cobrint una població de 670.000 i 10.000 habitants respectivament.

#### Consells comarcals a favor

Comarques on el Consell Comarcal s'ha manifestat a favor.
Comarques on el Consell Comarcal s'ha manifestat en contra.

| Comarca         | Pob.    | A favor                                          | En contra         | Abstenció | Dia      |
| --------------- | ------- | ------------------------------------------------ | ----------------- | --------- | -------- |
| Alt Camp        | 44.178  | CiU i ERC                                        | PSC               | -         | 30.09.09 |
| Bages           | 181.346 | CiU i ERC                                        | PSC i PP          | ICV       | 23.11.09 |
| Baix Ebre       | 81.304  | CiU i ERC                                        | PSC i Independent | -         | 09.10.09 |
| Gironès         | 175.148 | CiU i ERC                                        |                   |           |          |
| Osona           | 150.139 | CiU (3), ERC (1), ICV-EPM (1) i Independents (1) | PSC (2)           | CiU (1)   | 10.12.09 |
| Pla de l'Estany | 29.645  |                                                  |                   |           | 02.12.09 |
| Solsonès        | 13.685  | CiU (11), ERC (4) i El Comú (2)                  | PSC (2)           | -         | 16.12.09 |
| Noguera         | 39.507  | CiU (9), ERC (5) i PSC (5)                       | -                 | -         | 04.02.10 |

#### Consells comarcals en contra
| Comarca | Pob.  | A favor | En contra | Abstenció | Dia      |
| ------- | ----- | ------- | --------- | --------- | -------- |
| Priorat | 9.869 | ERC     | PSC i CiU | -         | 26.11.09 |

## Reaccions en la premsa internacional
Es van fer ressò de les consultes sobre la independència de Catalunya tant mitjans en anglès, com en castellà, francès, alemany, italià, neerlandès i ucraïnès. Diverses televisions van ser a la primera consulta d'Arenys de Munt per tal de seguir de prop l'esdeveniment, i hores després de tancades les urnes, la notícia es va publicar a The New York Times, France Press, Le Monde i a Euronews, entre d'altres.
Durant la primera onada, el 13-D, BBC News va titular «Catalunya vota sobre la independència d'Espanya» [Catalonia votes on independence from Spain], en una crònica i vídeo des de Vic que tractava, a més, l'independentisme des d'un punt de vista econòmic i identitari. The Daily Telegraph ho va seguir des de Tàrrega i va titular l'article amb un «Catalunya celebra referèndums per impulsar la independència d'Espanya» [Catalonia holds referendums to push for independence from Spain], amb un subtítol que afirmava «centenars de milers de persones que viuen a Catalunya votaran en un referèndum el diumenge, que esperen que pugui ser el primer pas per guanyar la seva independència d'Espanya». Amb motiu de la consulta a Barcelona, el 10-A, The Guardian, amb un text d'Associated Press, va subtitular que «els grups pro-independència esperen millorar la participació, però els escèptics diuen que una votació no vinculant és un exercici d'inutilitat».
A França, Le Monde va publicar un article de l'enviat especial a Vic titulat «Els nacionalistes catalans organitzen un "referèndum"» [Les nationalistes catalans organisent un "référendum"] i un editorial on parlava del «mal català». Le Figaro, per la seva banda, va interpretar que «Catalunya es mobilitza per la seva autonomia» [La Catalogne se mobilise pour son autonomie]. «El "sí" perd a la independència de Catalunya» va afirmar Libération destacant les dades de participació. A Bèlgica, Le Soir titulava el seu article «Les sirenes de la independència» [Les sirènes de l'indépendance] i parlava d'una consulta «popular il·legal».
El canal de televisió europeu Euronews va assegurar que «una votació comprova la situació independentista a Barcelona» [Vote tests the independence water in Barcelona], amb motiu de la consulta celebrada a Barcelona. Així mateix, el diari quebequès Le Devoir va titular que «els barcelonins "voten" sobre la independència» [Les Barcelonais «votent» sur l'indépendance]. Per la seva banda, el diari neerlandès de Volkskrant va optar per titular l'opinió d'un entrevistat que afirmava que «Espanya ens oprimeix sempre».